# Bisamfell

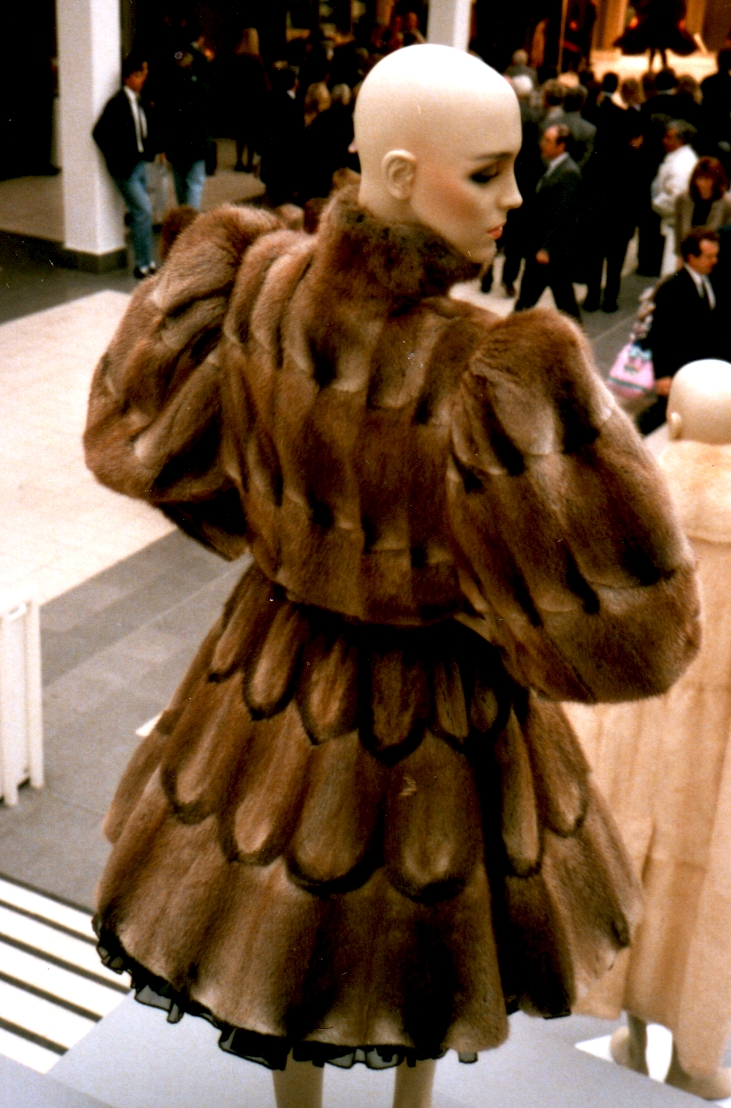
Bisammantel (ca. nach 1990)

Das Bisamfell oder der Bisam (früher auch Bisambiber, Zibetratte, Zibetbiber oder Moschusratte) ist das Fell der Bisamratte, das zu Pelzbekleidung verarbeitet wird. Durch die Zucht ist das ehemals in Nordamerika bis Mexiko beheimatete Tier heute über ganz Eurasien einschließlich Japan, teils auch in Südamerika (Feuerland, Chile) verbreitet. 
In Nordamerika bezeichnet man den Bisam ebenfalls fälschlich als Ratte, musk-rat, im englischsprachigen Europa und, weil besser klingend als Bisam„ratte“, generell im Pelzhandel bevorzugt, als musquash (indianisch).

## Beschreibung

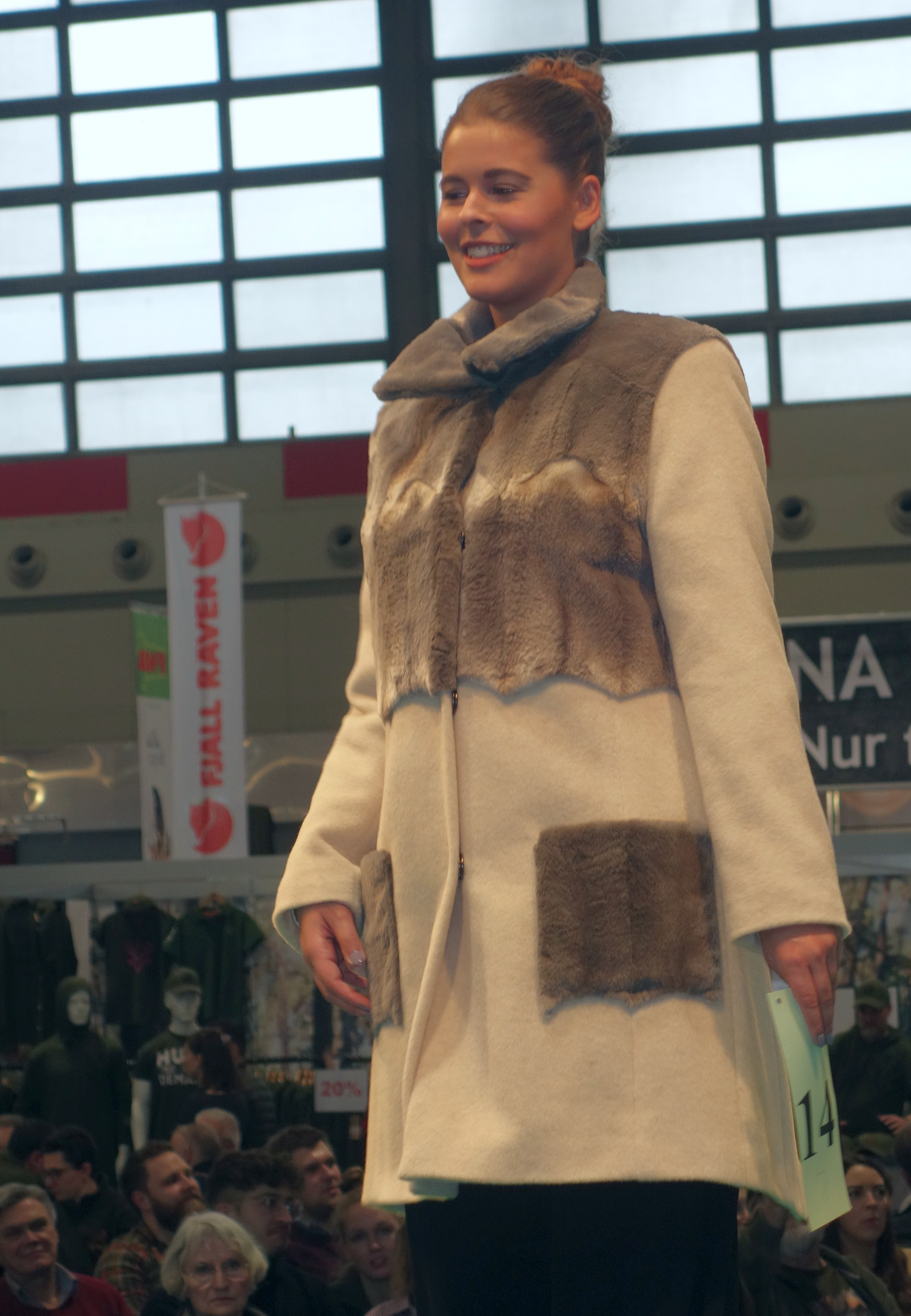
Stoffmantel mit geschorener, naturfarbener Bisamwamme (2020)

Bisam haben eine Felllänge bis zu 30 bis 36 cm, der seitlich abgeplattete haararme, 20 bis 25 cm lange Schwanz wird vor dem Gerben entfernt, er dient dem Bisamfänger häufig als Beleg zum Erhalt einer staatlichen Fangprämie (Schwanzprämie).
Typisch für schwimmende Pelztiere sind die leicht gebogenen, abgeplatteten Grannen. Der Haarstrich ist von vorn nach hinten gerichtet, nur auf der Brust und der Innenseite der Schenkel befinden sich Wirbel. An der Wamme sind die Wollhaare dichter und liegen mehr an als auf dem Rücken.
Das Winterfell ist seidig weich und dicht bis sehr dicht. Das Sommerfell weicht wie bei allen im Wasser lebenden Nagern (Biber, Nutria) nur wenig vom Winterfell ab. Es ist im Ganzen etwas heller und matter und hat weniger Grannen. Die Färbung ist dunkelbraun bis schwarzbraun (kastanienbraun), vom Rücken zum Bauch hin heller werdend. Der Grotzen ist wesentlich dunkler. Die Unterseite ist schmutziggrau, braungrau bis fast weiß mit leicht rötlichem, rostbraunem oder braunrötlichem Ton. Doch passen sich die Tiere in ihrer Färbung – dunkler, sandig, hell – stark ihrer Umgebung (Flussbett, Morast) an, so dass man mitunter graubraune und rötlich-gelblich-hellbraune, auch schwarzbraune bis fast schwarze (Blackbisam) antrifft. Auch Farbmutationen treten in freier Wildbahn auf, vor allem Weißlinge und Schecken. Die Unterwolle ist seidig, sehr fein, sehr weich, dicht bis sehr dicht, bläulich, hellgrau bis dunkelgrau (schiefergrau) oder bräunlich, an der Unterseite ist sie besonders dicht.
Die Tasthaare befinden sich nur auf Gesicht und Handwurzeln. Die bis zu 43 mm langen Leithaare sind spärlich über das Fell verteilt; die Grannen sind zahlreich. Die Rückengrannen stehen sehr dicht, sind etwa 25 mm lang und 0,09 bis 0,14 mm breit; am Bauch stehen sie vereinzelter und sind hier wesentlich kürzer. Die dicht stehenden, stark gewellten Wollhaare sind etwa 20 mm lang. Der Durchmesser der Wollhaare beträgt 10 μm. Auf 1 cm2 entfallen am Rücken 14.000 und am Bauch 16.000 Haare; ein Fell hat etwa 6 bis 8 Millionen Haare.
Die Lederseite von Tieren, die sich im Haarwechsel befinden, ist grünbraun bis rostbraun, ebenso wie von erwachsenen Tieren während der Sommermonate (Mauserhaut-Zeichnung). Felle im Winter bis zum zeitigen Frühjahr gefangener Bisam haben ein graues bis weißes Leder.
Der Haltbarkeitskoeffizient beträgt nach allgemeiner Erfahrung bei geschorenem oder grannigem Fell 50 bis 60 Prozent. Eine andere Liste setzte die Haltbarkeit auf 51 bis 57 Prozent und ordnet sie an die 18. Stelle einer unvollständigen Haltbarkeitsskala ein, die traditionell mit dem als am haltbarsten angenommenen Fell des Seeotters beginnt, und hier mit dem Hasenfell auf der 41. Position endet. Eine amerikanische Studie ordnete das Bisamfell anhand von mikroskopischen Haaruntersuchungen bei 45 Prozent ein.
Eingeteilt in die Feinheitsklassen seidig, fein, mittelfein, gröber und hart wurde das Bisamhaar als mittelfein eingestuft.

## Jagd, Fang und Zucht
Nachdem durch teilweise übergroße Nachstellung der Bestand in ihrer nordamerikanischen Heimat beträchtlich zurückgegangen war, wurde begonnen, Bisamratten zu züchten oder anderweitig auszusetzen. Anfang des 20. Jahrhunderts wurde von John Duffield berichtet, der Eigentümer einer Bisamfarm an der Ostküste der USA in der wasserreichen Gegend von Cedarville im Staat New Jersey war. Er hoffte, die jährliche Produktion von 10.000 Fellen zu erreichen. In einer Gegend, in der es einmal große Mengen der Tiere gab, 460 Luftkilometer nördlich von Winnipeg auf einer Insel im sumpfigen Delta des Saskatchewan, gründete der Kanadier Tomb Lamb 1932 mit großem Aufwand die sehr schnell größte Bisamrattenfarm der Welt. Es gelang ihm innerhalb von drei Jahren den natürlichen Restbestand von knapp 400 Tieren so zu erhöhen, dass er dabei bereits 24.000 Pelze im Jahr 1935 ernten konnte.

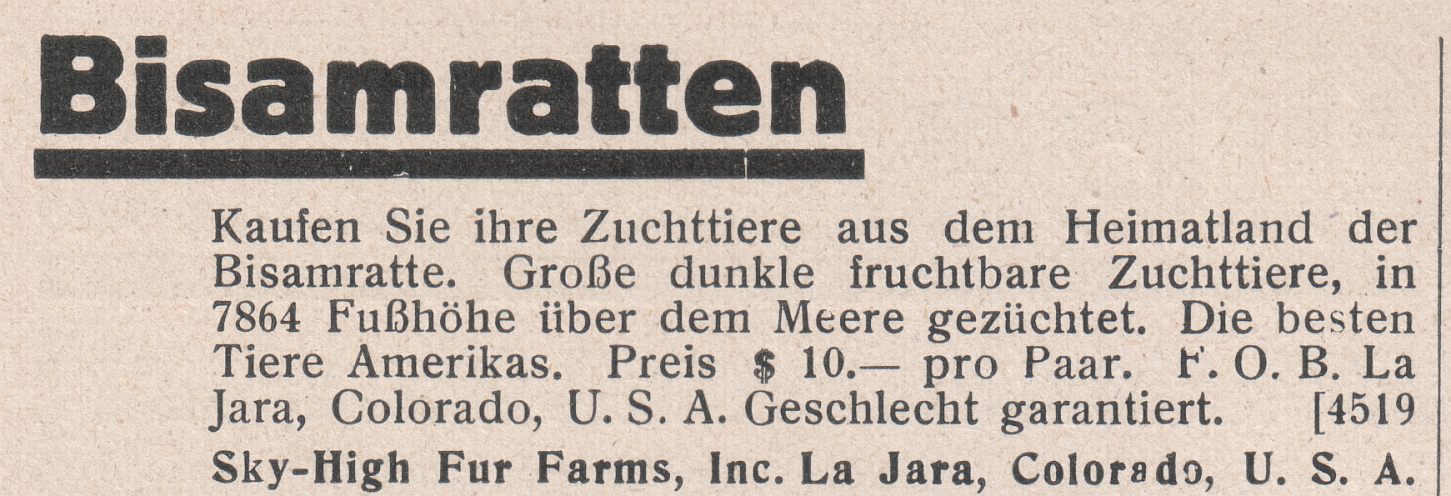
Bisamratten.
Kaufen Sie Ihre Zuchttiere aus dem Heimatland der Bisamratte. Große dunkle fruchtbare Zuchttiere, in 7864 Fußhöhe über dem Meere gezüchtet. Die besten Tiere Amerikas. Preis $ 10,- pro Paar. Geschlecht garantiert. Sky-High Fur Farms, Inc., La Jara, Colorado, U. S. A. Anzeige in „Der Deutsche Pelztierzüchter“ (1930)

Ursprünglich nur in Nordamerika verbreitet, hat sich der Bisam seit der ersten Aussetzung kanadischer Tiere in Böhmen im Jahr 1905 durch den Fürsten Colloredo-Mansfeld unaufhaltsam über ganz Europa verbreitet.
Es hieß damals, dass diese Pelzlieferanten „wertlose Sümpfe zu goldenen Quellen machen“. Wegen der durch die Wühlarbeit verursachten Schäden ist die Zucht der Bisamratte in den meisten europäischen Ländern jedoch inzwischen verboten. Zu ihrer Bekämpfung werden ausgebildete Bisamjäger eingesetzt, doch scheint eine Verminderung der Bestände nicht einzutreten, da die Tiere jährlich zwei bis vier Würfe mit drei bis sieben Jungtieren zur Welt bringen. In Deutschland wird die Bisamratte ganzjährig bekämpft. 2009 erhielt der von der Gemeinde eingesetzte Bisamfänger aus Delbrück bei Paderborn 5,50 € für jedes erlegte Tier.
Allerdings waren auch einige andere Länder dazu übergegangen, zur Pelzgewinnung Bisamratten in entlegenen Mooren und Sümpfen auszusetzen, wo sie sich ebenfalls ungeheuer vermehrt haben. So importierte 1929 die Sowjetunion 900 Bisamratten aus Kanada, die zunächst in der Zoofarm Puschkino bei Moskau gehalten und dann u. a. im Raum von Krasnojarsk, Archangelsk und Tjumensk (Westsibirien) angesiedelt wurden. Die Tiere vermehrten sich derart, dass bereits 1935 versuchsweise 3000 Felle angeboten wurden. 1940 waren es schon 542.000 und 1950 knapp 3 Millionen. Auch in Finnland wurden im Jahr 1920 2400 nordamerikanische Tiere ausgesetzt, mit einem Fellanfall um das Jahr 1987 von etwa 250.000 war die Bisamratte damit für beide Länder zu großer wirtschaftlicher Bedeutung gelangt.
Von den in der Sowjetunion ausgesetzten Tieren sind viele nach China, der Mongolei und Korea ausgewandert. Inzwischen dürften von dort, je nach Bedarf, auch bereits beträchtliche Mengen auf den Markt kommen.

Europäische Bisamfelle (2009)
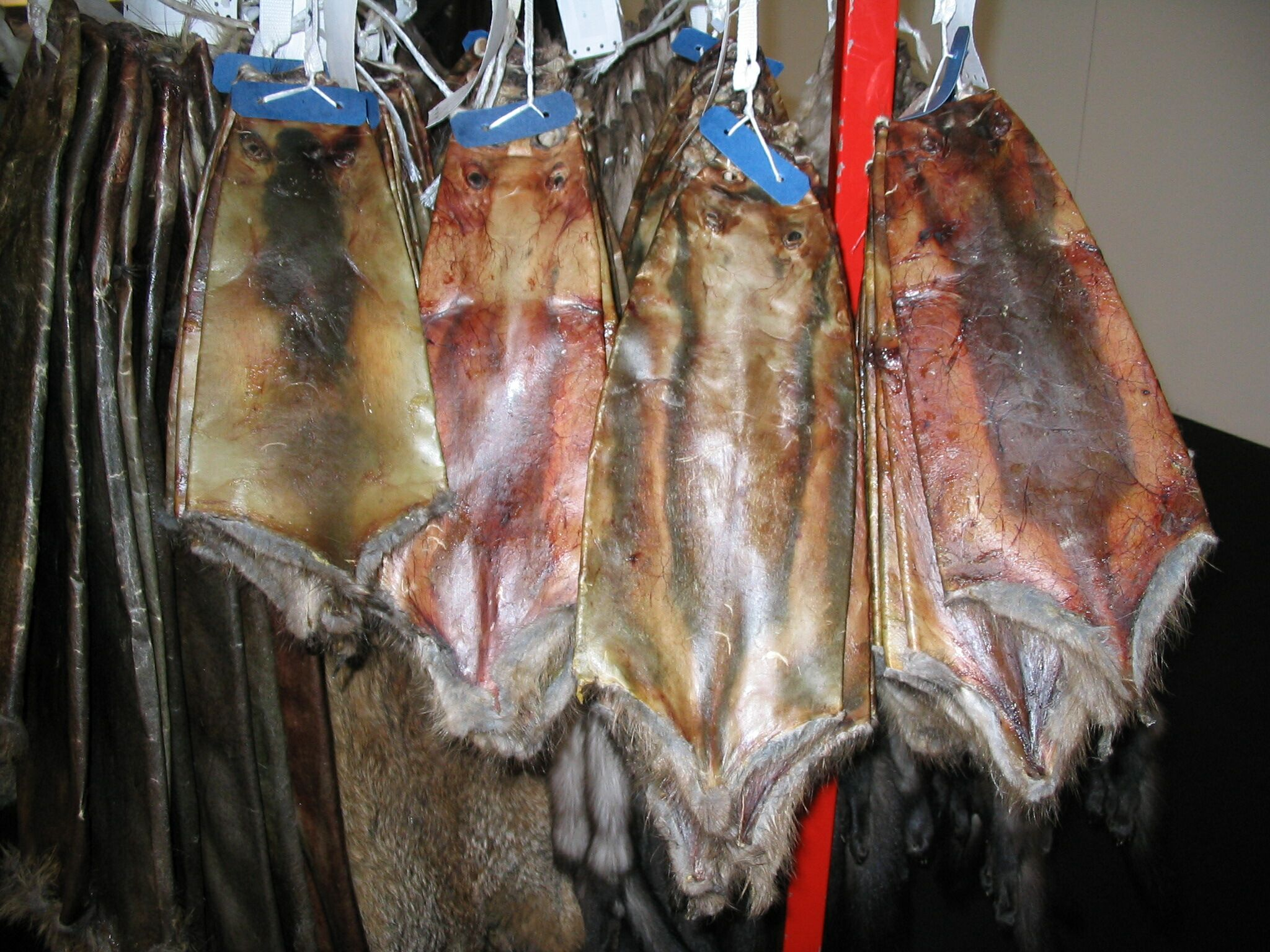
Rohfelle, Haar innen
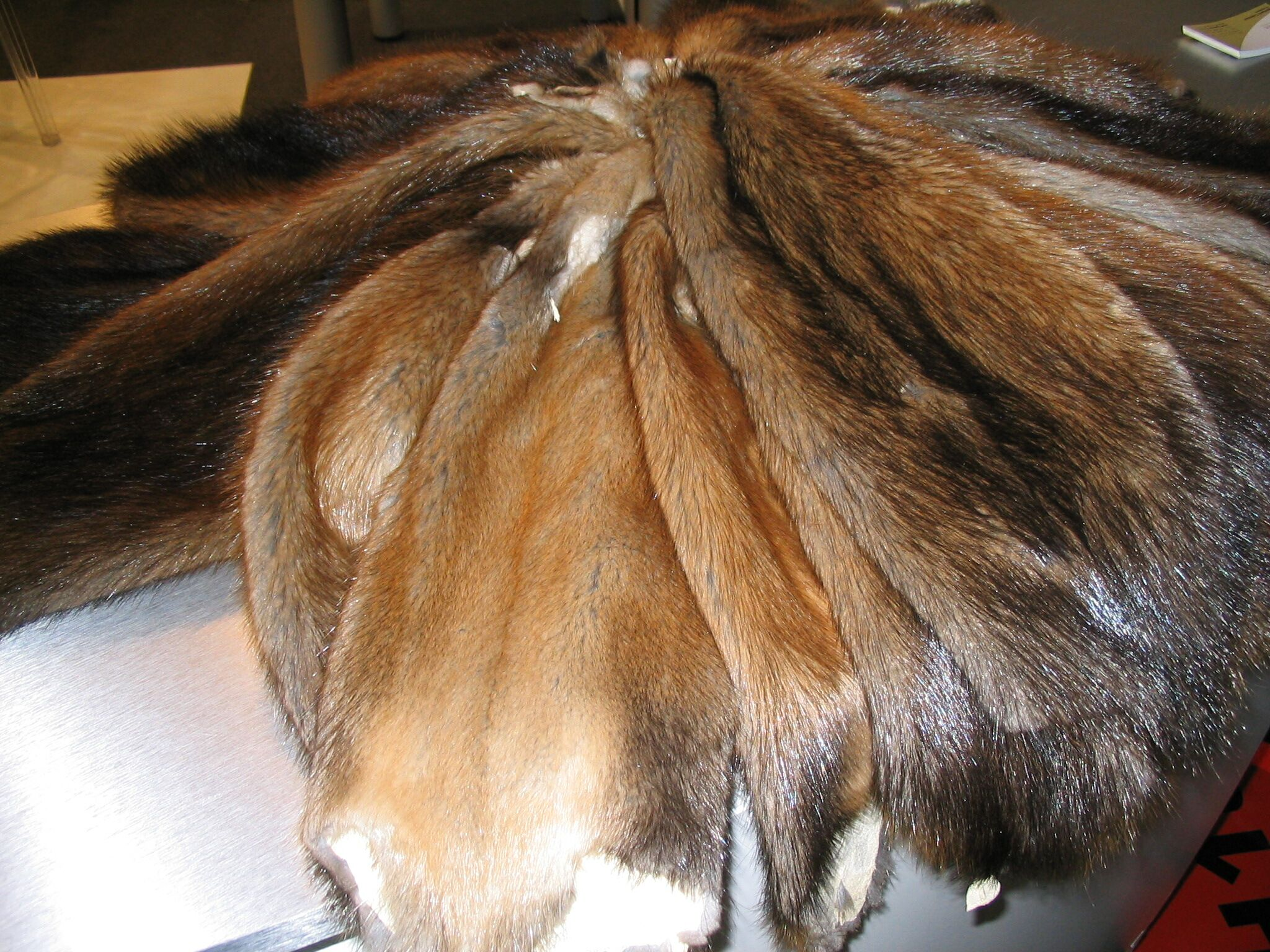
zugerichtet, Haar außen

Um 1988 betrug der Anfall von Rohfellen in den USA etwa 4,5 Millionen nördliche und 3500 südliche Bisam, bei fallender Tendenz. Für Kanada wurden 1,5 Millionen genannt. Der Anfall aus westeuropäischen Ländern betrug 1,5 bis 2 Millionen. Aus der Sowjetunion kam 1956 das höchste Angebot auf den Weltmarkt mit 6,1 Millionen Fellen, 1970 waren es 1,7 Millionen. Der Rückgang wurde mit verstärktem Eigenbedarf, außerdem der Trockenlegung riesiger Sumpfgebiete, starker Industrialisierung u. a., erklärt. In späteren Jahren gab es kein Auktionsangebot.
Das Fell der Florida-Wasserratte, im Englischen als „rundschwänzige Bisamratte“ bezeichnet (round tailed muskrat), wurde nie für kommerzielle Pelzzwecke genutzt, obwohl das Tier Schäden in Floridas Zuckerrohrplantagen anrichtet und in ein Kontrollprogram für störende Tiere aufgenommen wurde. Das Fell gleicht sehr der braunen oder dunkelbraunen Bisamratte, das Haar ist jedoch erheblich kürzer und die Unterwolle erheblich dunkler.

## Handel
Bisamfelle werden vergleichsweise noch nicht lange verarbeitet, jedoch waren zum Beispiel in British Columbia und Oregon die Felle bei den Einwohnern zur Anfertigung von Kleidung beliebt. Im ganzen 19. Jahrhundert kamen nur einige tausend Stück jährlich auf den europäischen Markt. 1750 importierte die Hudson’s Bay Company (HBC) über London 550 Stück nach Europa, 1800 waren es bereits 15.000 aus Kanada und 12.000 aus den USA. Als um 1830 die Mode mit Biberfilzhüten ihren Höhepunkt erreichte, wurden auch Bisamfelle mehr nachgefragt, die HBC führte in diesem Jahr 80.000 Felle über London ein, die USA lieferten 15.000. Mitte des 19. Jahrhunderts hatte die Mode bereits von Biber- auf Seidenhüte gewechselt. Jetzt für Pelzzwecke, kamen  um 1910 von der HBC jährlich etwa 500.000 bis 600.000 Bisamfelle, aus den USA 5 bis 6 Millionen. Um 1910 wurden allein über das Pelzzentrum Leipzig etwa 1 Million Felle nach Deutschland eingeführt. Die Nachfrage war inzwischen so groß, dass man sich Gedanken um den Erhalt der Bestände machte und in den einzelnen Staaten anfing, Schonzeiten einzuführen.
Im Jahr 1974 betrug der Import in die Bundesrepublik Deutschland über 2,4 Millionen Bisamfelle.

### Europa
Die hier anfallenden Bisam wurden anfangs meist als „Böhmische“ beziehungsweise Russische Bisam gehandelt. Eine Ausnahme bildeten die Finnischen Bisam, die aufgrund ihrer Qualität eine Klasse für sich bildeten. Die europäischen Bisamfelle stehen einigen amerikanischen Herkommen durchaus nicht nach, oft sind sie etwas größer, allerdings haben sie nicht ein so dichtes Haar, oft zeigen sie einen rosa Schimmer. Die russischen Bisam sind nicht mit dem Russischen Desman zu verwechseln, dessen Fell als Silberbisam im Handel war. In manchen Bisam-Handelssortimenten fanden sich früher gelegentlich auch Desmanfelle.
| 1844: | 545.011 |  | 1865: | 258.791                |
| 1848: | 254.733 |  | 1861: | 205.591                |
| 1851: | 194.502 |  | 1863: | 356.904                |
| 1853: | 493.804 |  | 1864: | 420.156 (nur Frühjahr) |

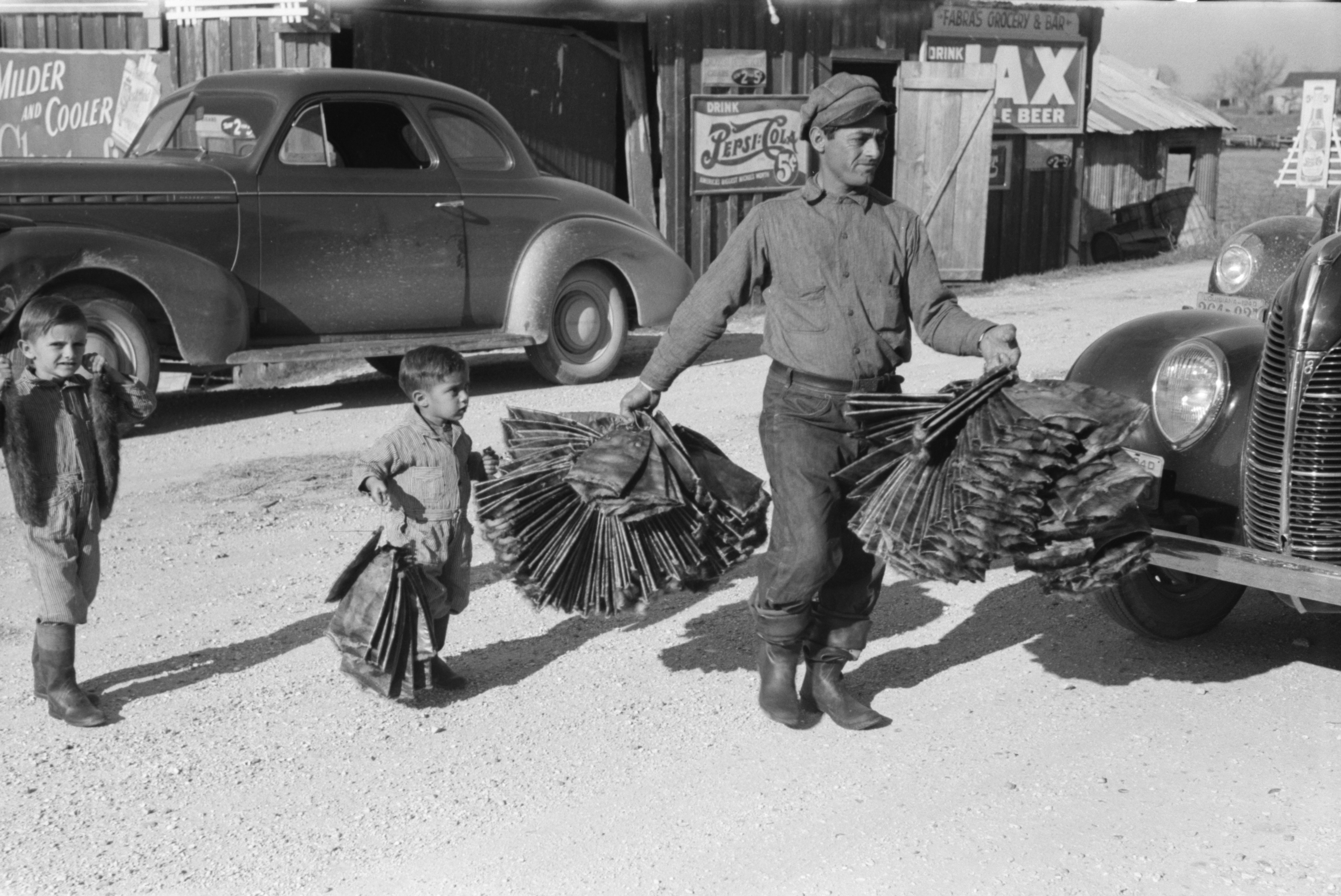
Trapper in Louisiana liefert Bisamfelle ab (1941)

Das Sortieren von Rohfellen während einer Bisamauktion, vor dem Gemeinschaftshaus in St. Bernard Parish, Louisiana, USA. Pelzkäufer und spanische Trapper schauen zu (1941).

In Bezug auf Größe, Qualität und Farbe bestehen keine großen Unterschiede innerhalb der europäischen Sorten. Sie sind etwas größer und kräftiger als die amerikanischen, jedoch sind sie weniger dicht und haben ein kräftigeres Leder. Die Qualität entspricht etwa den amerikanischen Centrals (Ohio, Pennsylvania), die der finnischen etwa wie der Yorkfort-Gegend (Oberkanada).
Das Rohfellsortiment unterscheidet
- Große und kleine
- Prima, sekunda, tertia und beschädigte.

Beschädigte werden, je nach Grad der Beschädigung, mit 10 bis 50 Prozent Abschlag gehandelt.

Rotstichige Felle werden als „rostig“ bezeichnet.

### Nordamerika
(detaillierte Angaben über die einzelnen Herkommen befinden sich unten, im Kapitel Zahlen und Fakten)
Die wichtigsten Handelsplätze für den direkten Einkauf in den nordamerikanischen Erzeugungsgebieten waren New York und St. Louis für nördliche Bisam und New Orleans für südliche Bisam.
Im Rohsortiment unterscheidet man neben der Herkunft nach dem jahreszeitlichen Anfall, nach Größen und nach Sorten. 

#### Jahreszeitlicher Anfall
- Fallrats (Herbstratten): grünledrig, weit zurückgebliebene Haarentwicklung, „das Haar steckt noch im Leder“.
- Winter
  - (early winter) Rücken, Seiten und Wamme sind auf der Lederseite noch stark grün.
  - (late winter) Lederseiten sind gelb bis rotgelb, nur der Rücken ist grün. Nach dem Gerben erkennt man die Winterfelle an einem „Sattel“, das heißt, die Seiten sind, im Gegensatz zum Rücken, im Haar schon voll entwickelt.
- Spring (spring bisam, spring rats, Frühlingsratten) haben ein voll entwickeltes, gleichmäßiges Haar bester Qualität. Das Leder ist überall rötlichgelb bzw. gelb, häufig kommen jedoch Kahlstellen vor, hervorgerufen durch Bisse der Männchen bei den Weibchen während der Paarungszeit. Mitunter entwertet dies eine Rohpartie um 20 bis 30 Prozent. Zusätzlich unterscheidet man manchmal noch zwischen early spring und late spring (frühes und spätes Frühjahr).

Während bei den meisten Tieren die Fellqualität im Winter am höchsten ist, ist das Bisamfell im Frühjahr am besten entwickelt. Bachrach führt das auf die Schneeschmelze zurück, die um diese Zeit Flüsse und Seen abkühlt.

#### Größen
Die Größenabstufungen sind exexlarge (tops), exlarge, medium und small; exexlarge Felle sind bei den nördlichen über 38 cm, bei den südlichen über 30 cm lang.

#### Sorten
I vom Oberhaar gut gedeckt (Spring Qualität)
II schlecht gedeckt, grannenarm, musig (Winterqualität)
Im Herbstfang sind vorwiegend smalls und kitts, im Winterfang medium und im Frühjahrsfang tops.
Exexlarge = Spitzen, exlarge = große, medium = mittelgroße, small = kleine
Kitts = extrakleine, poor kitts = schlechte extrakleine, slightly damaged = leicht beschädigt, badly damaged = stark beschädigt, mice = Mäuschen (sehr klein)

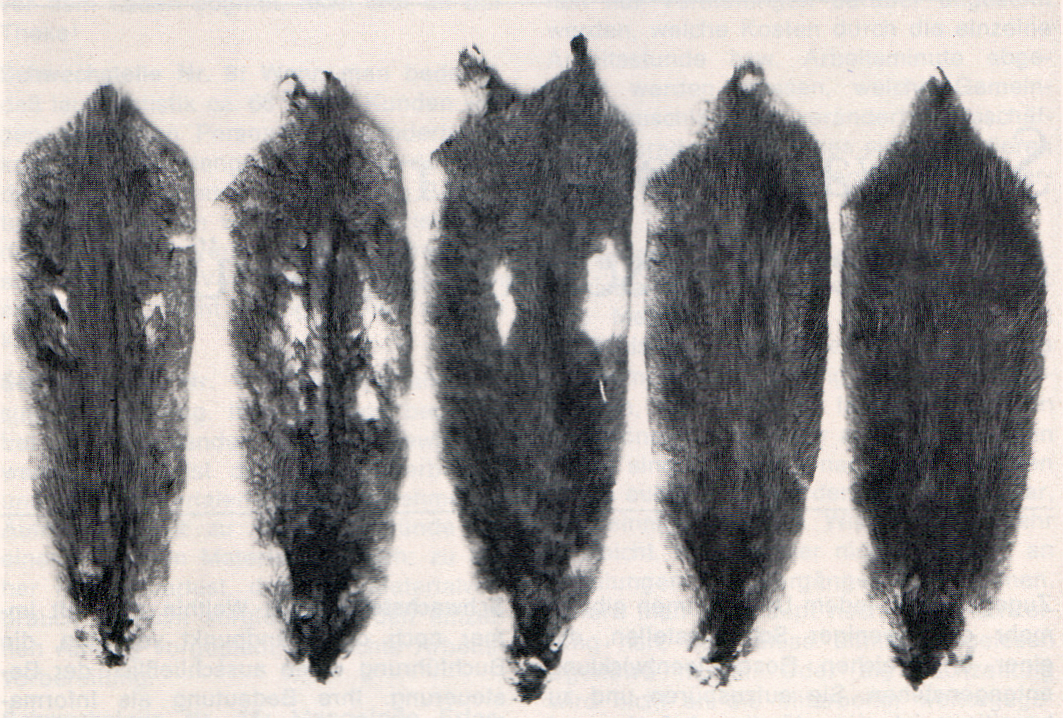
Nierenstelligkeit bei Bisamfellen

Die Hudson’s Bay and Annings Ltd., London klassifiziert nach Sorten:
I, I & II, II, III, V, damaged, burnt und Größen:
exlarge, pt. exlarge, large, medium, small, pieces, nach den gleichen Herkommen unterteilt wie oben.
Die Felle werden rund abgezogen und mit dem Haar nach innen angeliefert.
Ein sehr oft vorkommender Mangel, vor allem bei südlichen Bisam der USA, sind so genannte „Nierenstellen“, besser als Flankendrüsenschäden bezeichnet. Das ist ein ovalförmiger Grannenausfall seitlich des Grotzens (der dunklen Fellmitte), manchmal der Ausfall ganzer Fellpartien einschließlich der Unterwolle. Der Fehler kann bis zu 80 Prozent der Felle betreffen. Nach 1977 veröffentlichten, gesichert erscheinenden Erkenntnissen handelt es sich um eine Schädigung der Seitendrüsen am noch lebenden Tier. Die Schäden sind am Rohfell nicht zu erkennen, sie zeigen sich erst im Verlauf der Pelzzurichtung.
Der dem Bisampelz durch das Sekret früher anhaftende Moschusgeruch verschwindet heute bei der Fellveredlung vollständig.

## Veredlung, Verarbeitung, Geschichte

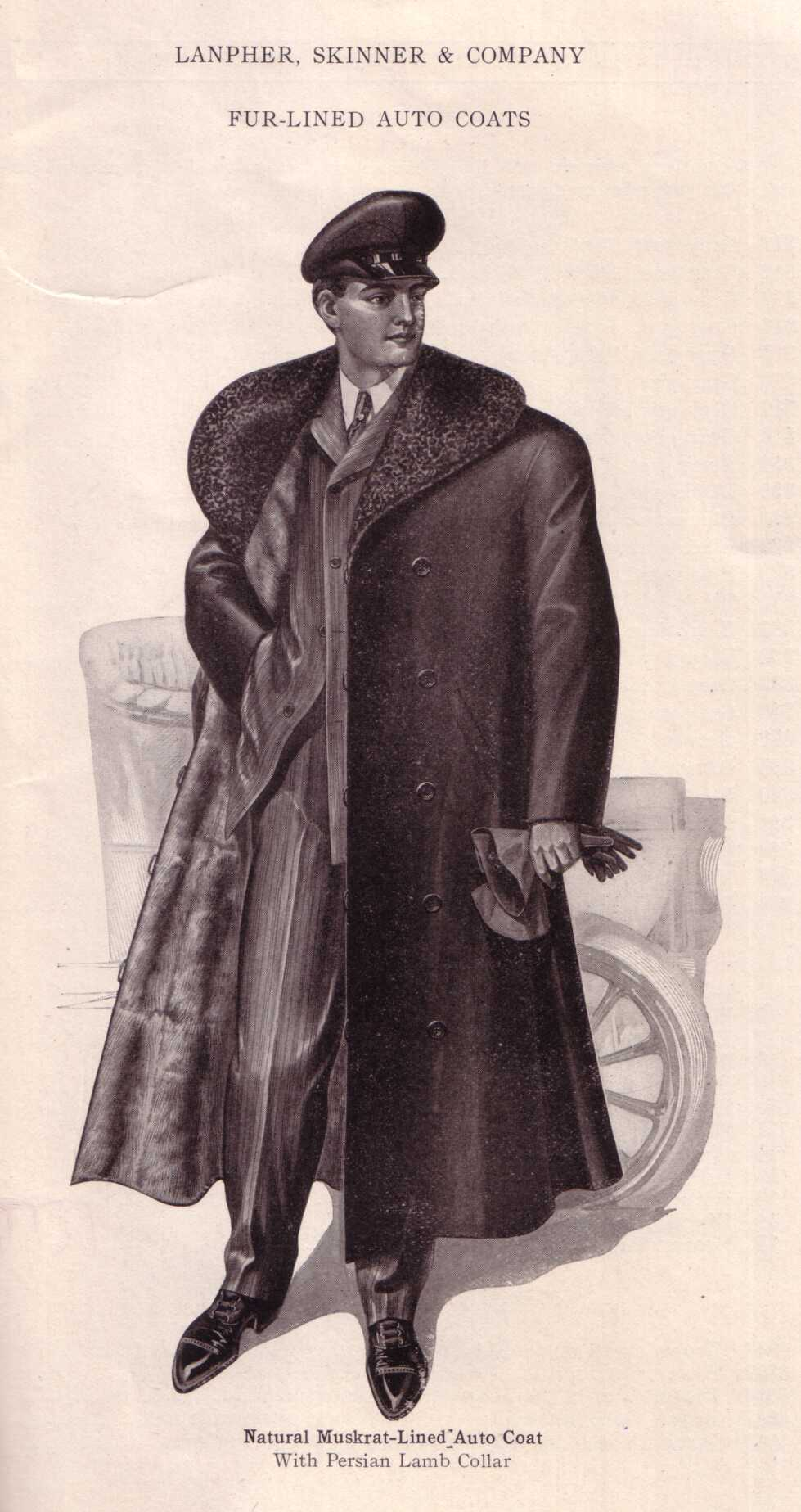
Herrenmantel mit Bisamfutter und Persianerbesatz (USA, 1906)

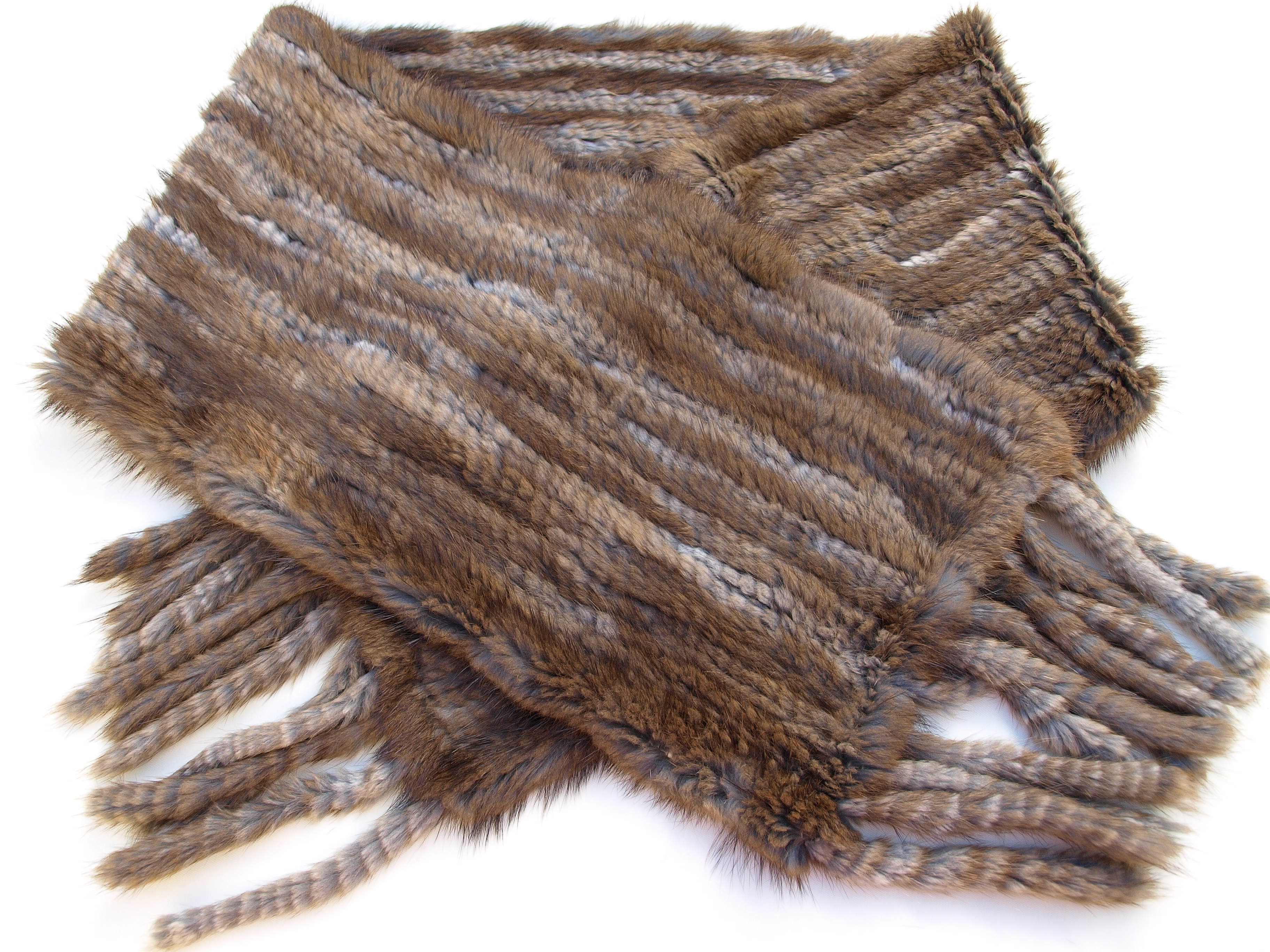
Schal aus schmalen, geflochtenen Bisamfell-Streifen
(China-Import, 2010)

Bis 1840 wurden Bisam ausschließlich für feine Hutfilze verwendet; auf dem Höhepunkt dieser Mode erzielte man 60 bis 100 Mark für ein Kilo Bisamhaare. Noch Anfang 1900 bekamen die Kürschner von den Filzfabrikanten 3 bis 4 Mark für das Kilo Bisamabfälle. Um 1850 wurden Bisamfelle immer noch „in immenser Zahl“ über London nach Europa exportiert und jetzt, nach einer Zubereitung, für Kleidung verwendet.
Als man 1842 mit einer Sealjacke anfing, Pelz nicht mehr nur als Pelzinnenfutter oder als Besatz und Verbrämung zu tragen, fehlte es bald an einem preiswerten, flachen Fellmaterial. William Poland war einer der ersten, der die in großer Stückzahl anfallenden Bisam zurichten (gerben) ließ. Als um 1900 Verfahren entwickelt wurden, die das Entfernen der Grannenhaare ermöglichten, setzte ein stärkerer Verbrauch ein. Seitdem gehört Bisam zu einem der begehrtesten Pelze, vor allem wegen seiner Haltbarkeit und des relativ günstigen Preises. Einen zusätzlichen Aufschwung bekommt das Material, wie in den Jahren, beginnend um etwa 1985, wenn samtartige Pelzveredlungen in Mode kommen. Bereits einmal, bis kurz nach dem Zweiten Weltkrieg, war Sealbisam (Electric-Bisam), schwarz gefärbt, auf der Ejarrémaschine samtartig gerupft und zusätzlich geschoren, ein beliebter Ersatz für das echte Sealskin, das entgrannte Fell der Pelzrobbe. Ungerupft war es je nach Farbe als Zobelbisam, Skunksbisam usw. im Handel, später vor allem braun gefärbt als Nerzbisam.
Das Zurichten (Gerben) der Bisamfelle ist eine äußerst langwierige und komplizierte Prozedur. Die vorherige Beurteilung der Rohware und das Erkennen der in sehr verschiedenen Formen vorkommenden eventuellen Schäden erfordert besonders große Sachkenntnis und Erfahrung. Immer wieder traten in der Zeit nach dem Zweiten Weltkrieg bis in die 1960er Jahre bei der zugerichteten Ware Säureschäden auf, bereits beim Anfeuchten des Fells während der Konfektionierung oder nach längerer Lagerung zersetzte sich das Leder. Für die Zurichtung und Veredlung allgemein siehe die Hauptartikel → Pelzzurichtung und → Pelzveredlung.

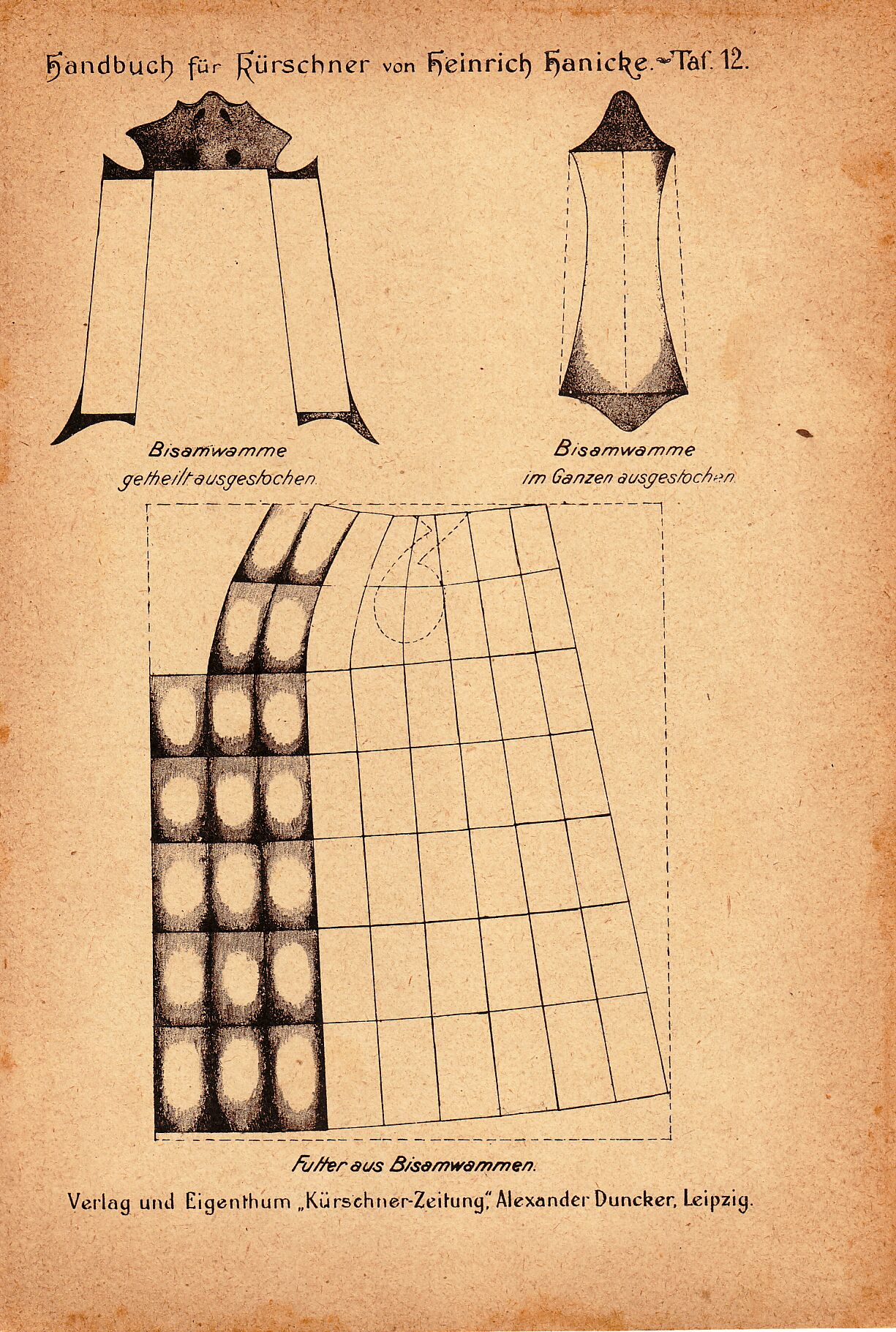
Verarbeitung eines Bisamwammenfutters (1895)

Das Bisamfell wird meist getrennt nach Wamme und Rücken verarbeitet, die der Rauchwarengroßhandel, bereits zu Bisamwammen- und Bisamrücken„futtern“ zusammengesetzt, anbietet. Um 1922 werden zumindest in den USA  die Felle häufig sogar dreigeteilt, die Rücken für Naturbisammäntel, die Seiten wurden als „Goldbisam“ und die Bäuche als „Silberbisam“ gehandelt.
Auch die bei der Verarbeitung abfallenden Stücken werden noch zu Bisambacken-, Bisamkehlen-, Bisampumpf- und Bisamkopffuttern gearbeitet. Bis noch nach dem Zweiten Weltkrieg wurden die Futter oft zusätzlich zu (Bisam-)Säcken rund zusammen genäht.
Wie für die Verarbeitung der meisten kleinen Felle haben sich hierfür eigene Industrien gebildet. In Deutschland waren diese Betriebe bis nach dem Zweiten Weltkrieg um das internationale Pelzhandelszentrum, dem Leipziger Brühl, angesiedelt, inzwischen hat sich die Produktion dieser Halbfertigwaren in Länder mit niedrigerem Lohnniveau verlagert.
Das noch in den 1980er Jahren häufige, so genannte „Auslassen“ der Bisamfelle zu schmalen Streifen in Mantel- oder Jackenlänge wird heute so gut wie nicht mehr praktiziert. Gründe könnten die gestiegenen Herstellkosten sein, die Hinwendung zu sportlicher, weniger eleganter Kleidung (Casual Look) und das inzwischen günstigere Angebot an offenbar mehr begehrter, ausgelassen gearbeiteter Nerzkonfektion. Zum Auslassen von Bisam für einen Mantel schneidet man mit Quernähten zwei Felle zu einem größeren Fell zusammen („Einschneiden“), für eine Jacke erübrigt sich diese Arbeit, hier reicht in der Regel ein großes Bisamfell. Anschließend wird das Fell in V- oder A-förmige Streifen in etwa 5 mm Breite zerschnitten und so zusammengenäht, dass ein, jetzt schmalerer, Streifen in der gewünschten Länge entsteht.
Als Fellverbrauch für einen Mantel wurde 1965 angegeben:
ganzfellig ausgelassen 60 bis 80 Felle
Bisamrücken 80 bis 100 Stück
Bisamwamme 90 bis 110 Stück

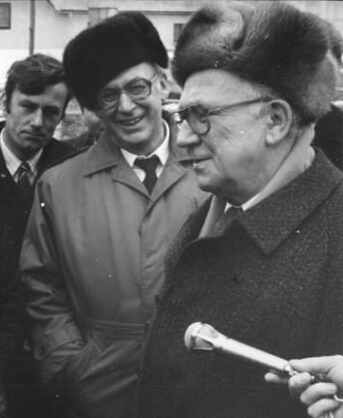
DDR-Volkskammerpräsident Horst Sindermann mit Bisam-Uschanka

In den letzten Jahren wurde das Bisamfell zunehmend weniger genutzt, meist verdient sich der deutsche oder holländische Bisamfänger nur die staatliche Fangprämie, die Felle werden mit dem Balg vernichtet. In den Niederlanden wurden im Jahr 2004, dem ertragreichsten Jahr der dortigen Bekämpfungsmaßnahmen, über 400.000 Tiere gefangen, die Felle blieben wohl sämtlich ungenutzt. Der deutsche Rauchwarengroßhändler zahlte 2009 weniger als 3 € für ein sehr gutes Rohfell, was das Abziehen und Versenden für den Fänger wenig lukrativ macht. 1891 bezeichnete ein Kürschner aus Frankfurt und 1913 ein Kürschner aus Gera das Bisamfell als das „Brot des Kürschners“, zumindest bis zur Jahrtausendwende war es noch einer der wichtigsten Handelsartikel in der Pelzbranche.
Bisam wird für alle Kleidungsstücke und in den mannigfaltigsten Veredlungen verarbeitet, beispielsweise auch zu Herreninnenfuttern und -mützen. Derzeit wieder meist geschoren (ohne vorheriges Rupfen) und als Samtbisam gehandelt, wird es in alle Modefarben eingefärbt. Für Damenbekleidung wird in Mitteleuropa meist die leichtere Wamme verwendet.

Grundvarianten der Bisamverarbeitung
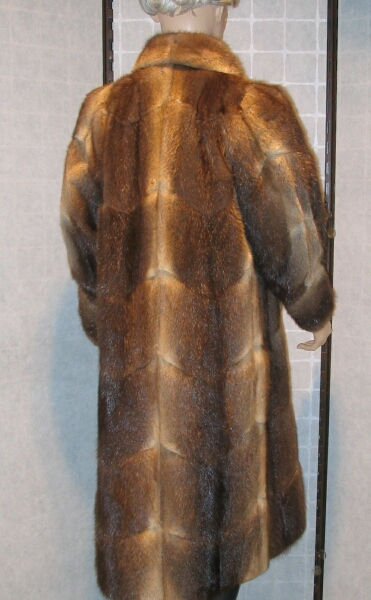
Ganzfellig (1985)
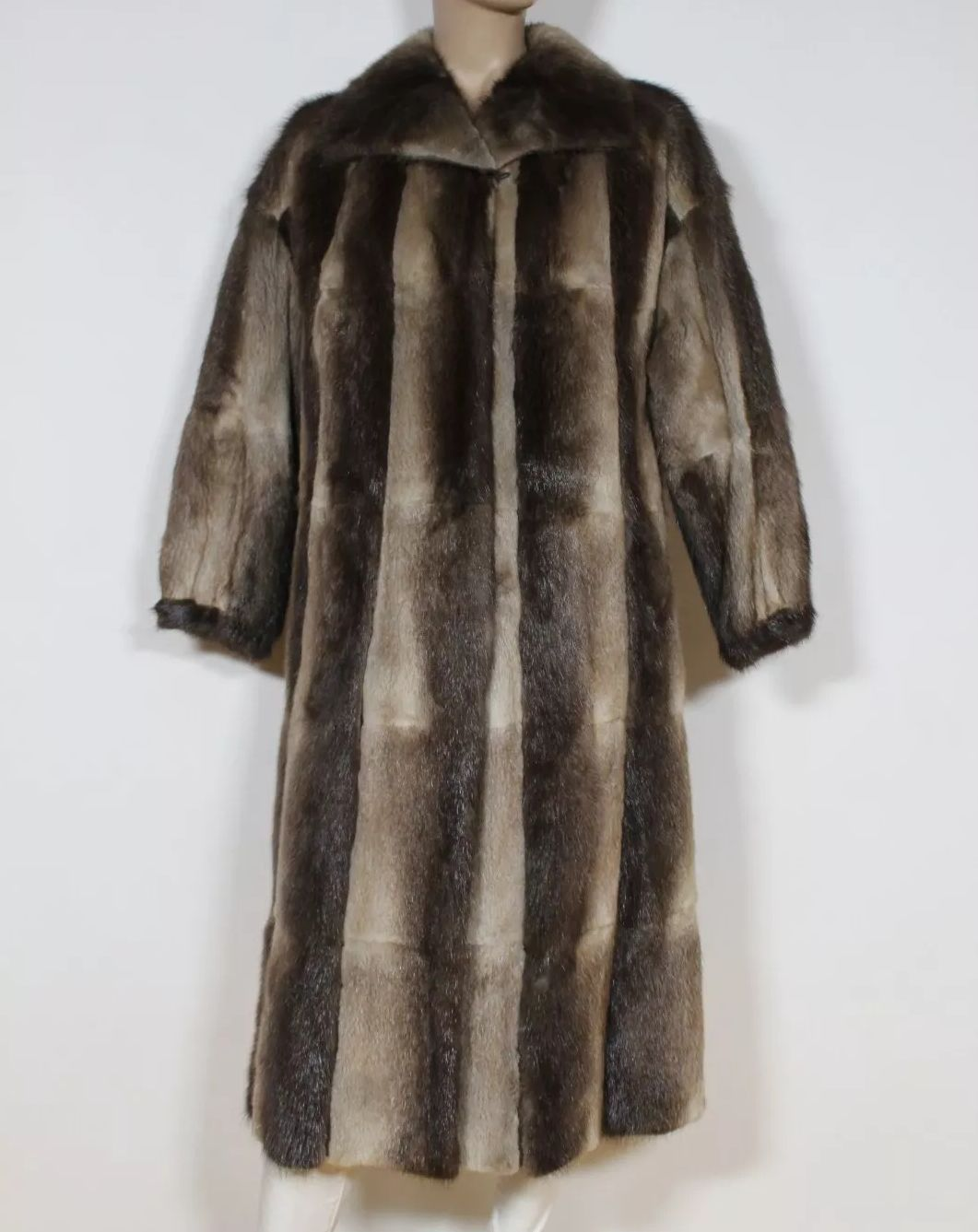
Halbfellig (ca. 1995)
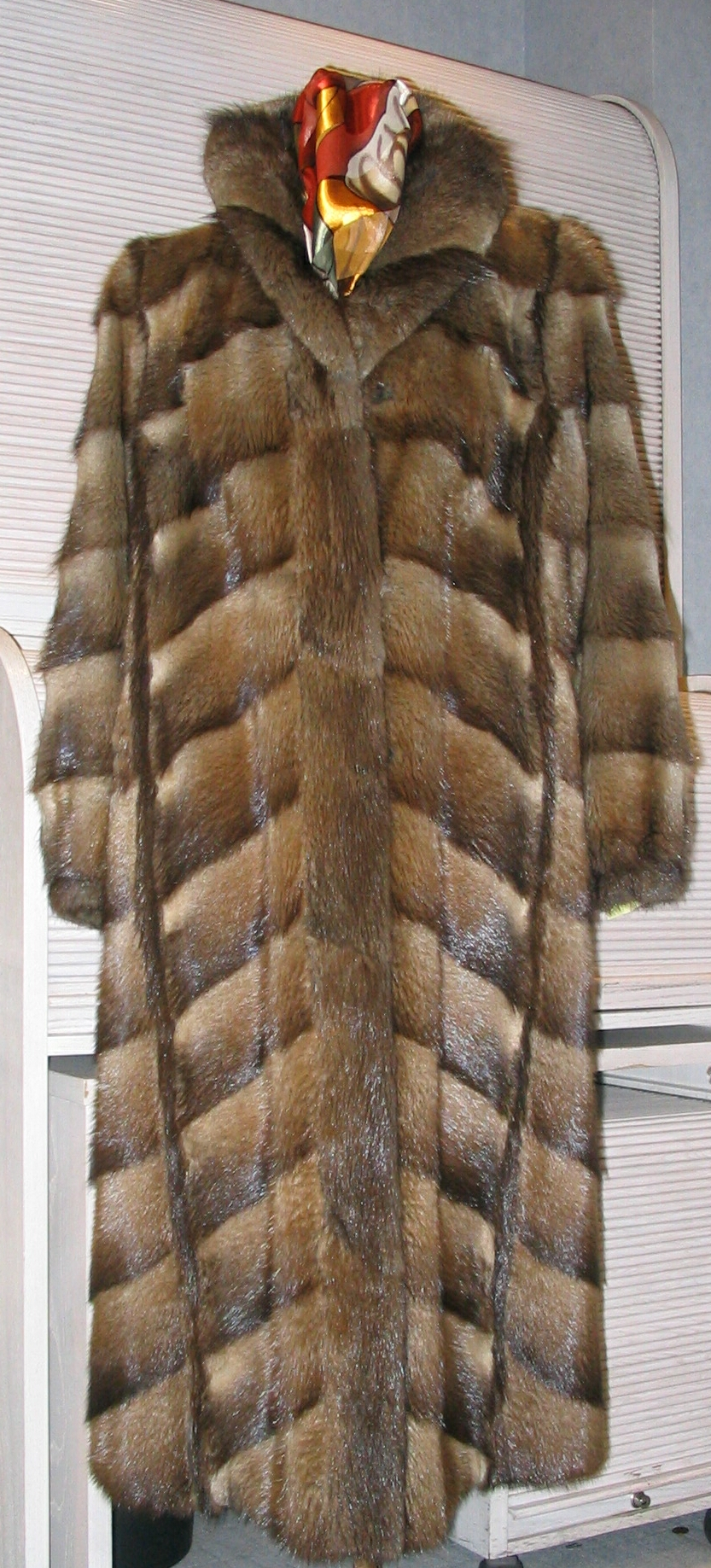
Halbfellig diagonal (ca. 1985)
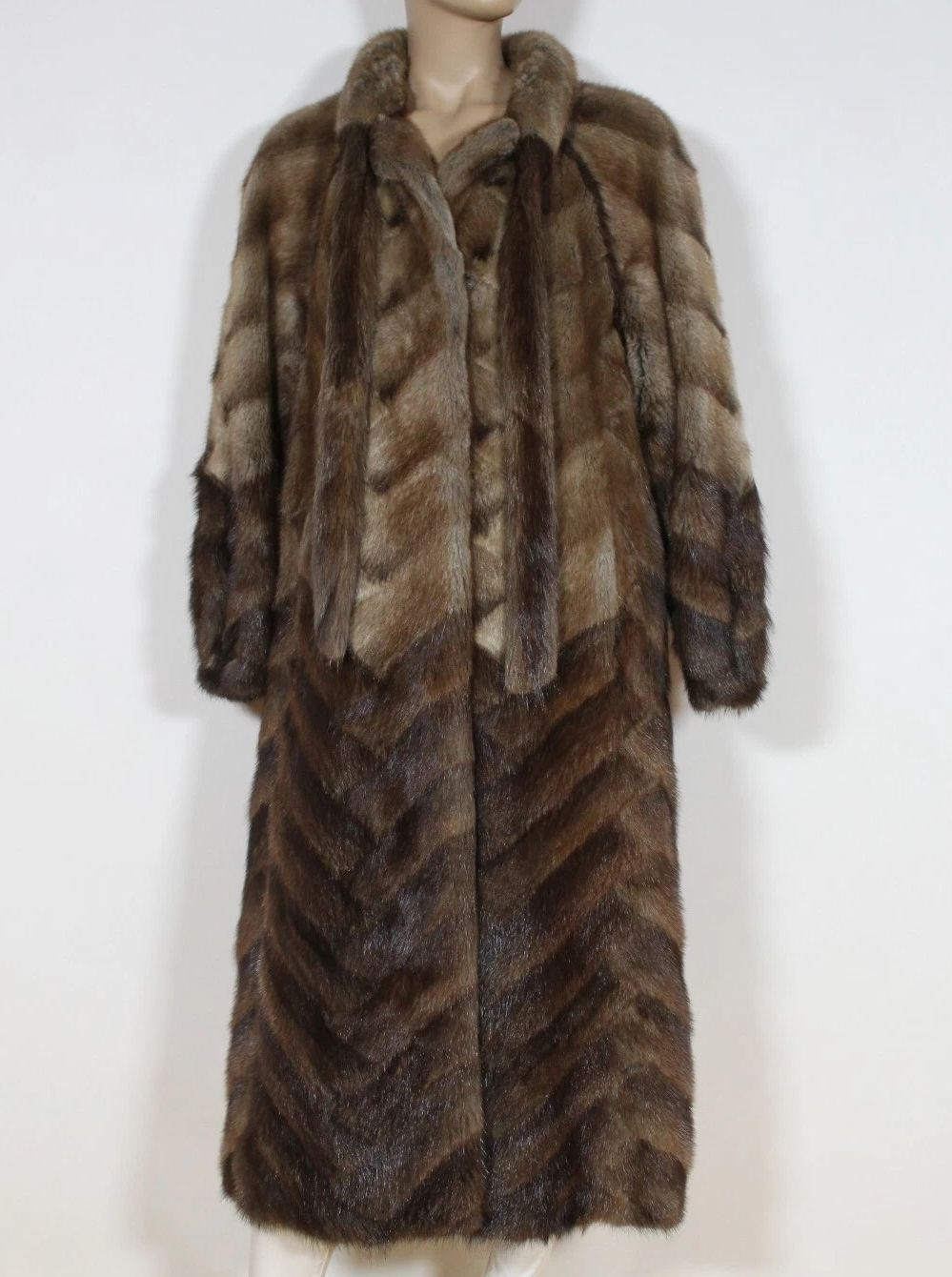
„Parkett“, unten Bisamrücken, oben ‑wamme (ungewöhnlich)
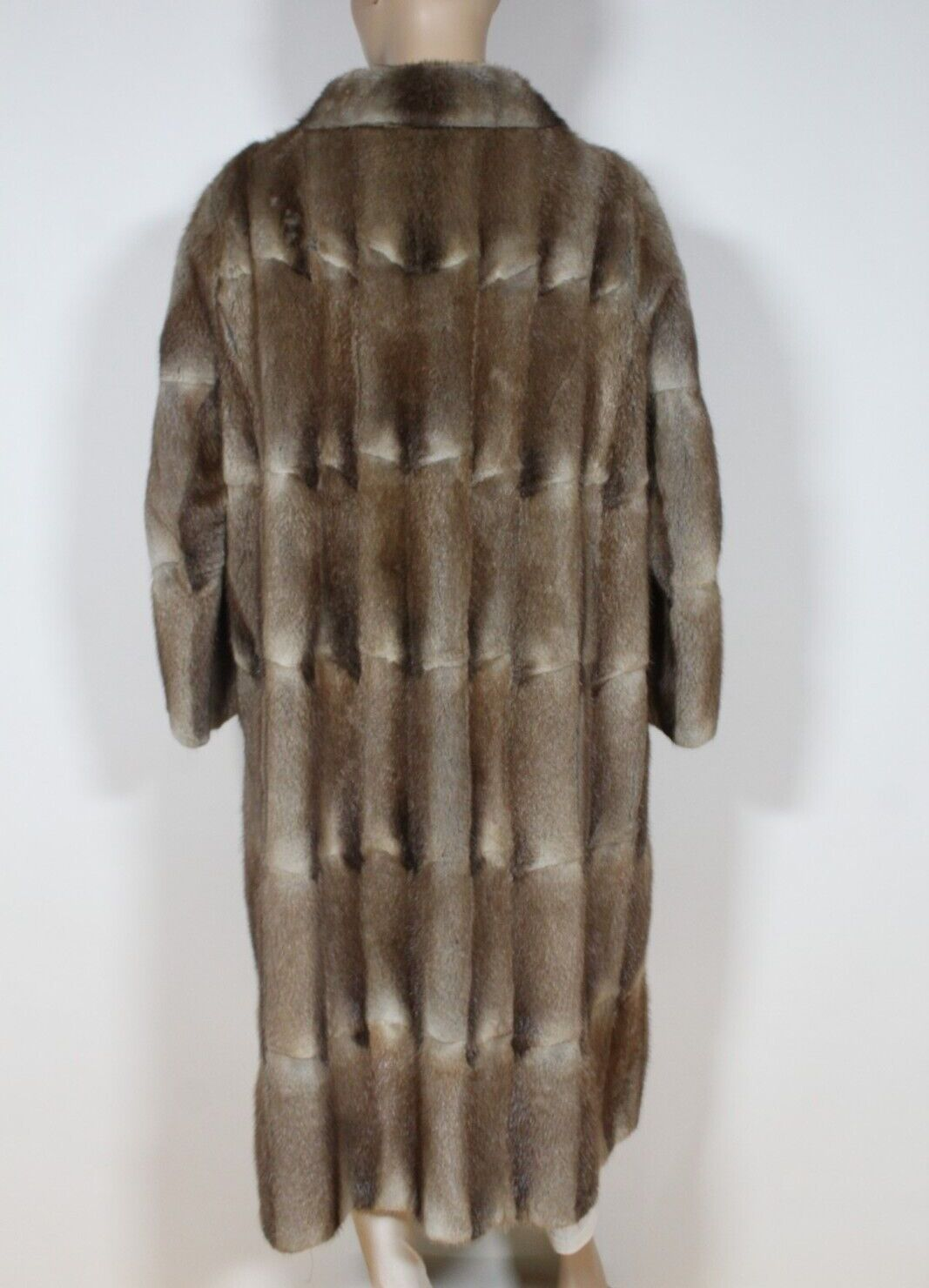
Bisamwamme (ca. 1990)
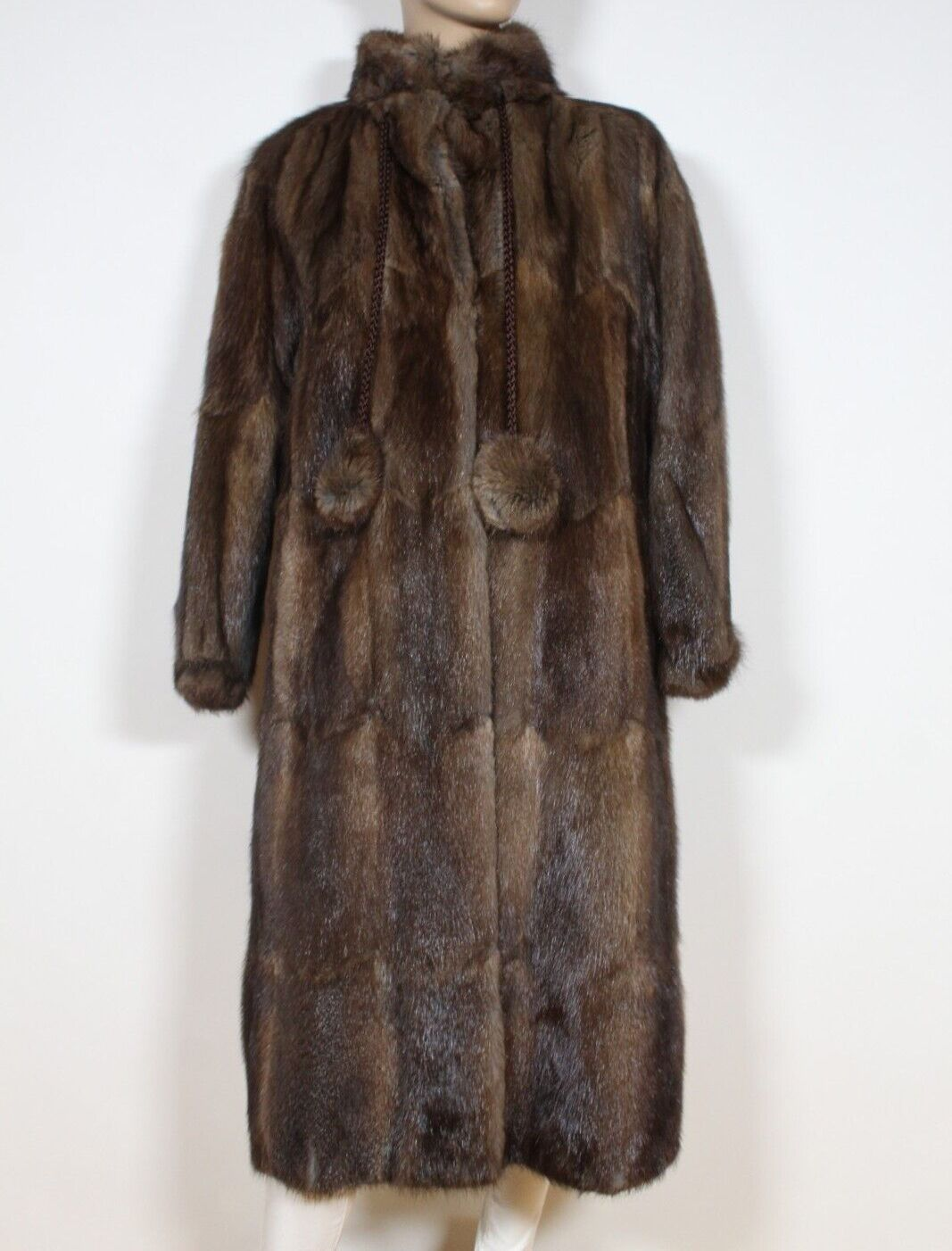
Bisamrücken (ca. 1990)
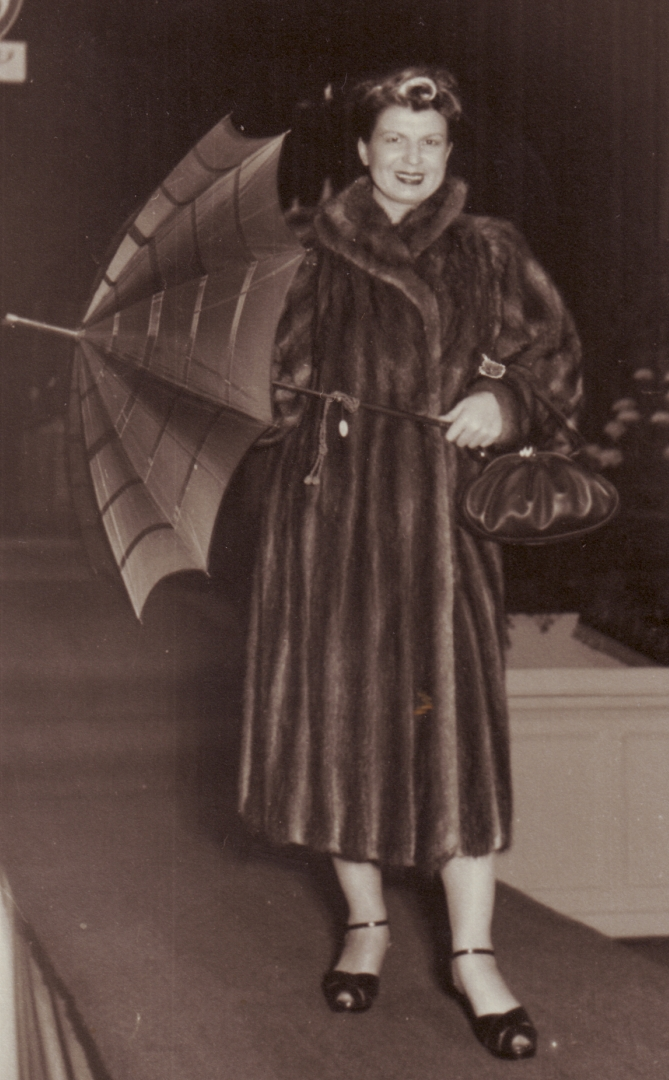
Ausgelassen (eingeschnitten und ausgelassen) (Recklinghausen, ca. 1952)

### Samtbisam
Die gerupften oder geschorenen Bisamfelle wurden in der ersten Hälfte des 20. Jahrhunderts, meist schwarzgefärbt, unter der Bezeichnung Sealbisam gehandelt. Das gerupfte Fell des Haarseehunds, das Sealfell, war zu der Zeit einer der wichtigen Artikel der Pelzmode. Diese imitierende Pelzveredlung trug wesentlich dazu bei, das Bisamfell in großer Menge in die Pelzmode einzuführen. Seit etwa den 1970er Jahren erlebt diese Mode eine Renaissance. Da Seal keine Bedeutung mehr für den Kunden hat, werden die gerupften oder geschorenen Fellarten jetzt meist mit dem Zusatz „Samt“ versehen, Samtnerz, Samtnutria oder Samtbisam. Als Wassertier hat die Bisamratte, wie Otter, Biber und Nutria, ein besonders dichtes Unterhaar und ist damit für diese Art der Pelzveredlung besonders geeignet. Um 1990 wurden weltweit nur noch etwa die Hälfte der verwerteten Bisamfelle naturfarbig ungeschoren verarbeitet.
1984/85 wurde ein neues Scher- und Färbeverfahren für Bisam entwickelt, das sich weltweit durchsetzte. Gleichzeitig wird die Reißfestigkeit durch ein Veredlungsverfahren erhöht, bei dem eine Nachgerbung eingesetzt werden muss, die das Leder und das Haar stabilisiert, um den gewünschten Schereffekt zu erzielen. Die Scherveredlung für Bisamrücken galt lange Zeit als schwierig, zudem wurden vom Handel meist die leichteren und großflächigeren Wammen, die Bauchteile, nachgefragt, was sich im geringeren Preis und einem Überhang bei Bisamrücken niederschlug. Dabei waren noch bis in die Mitte des 20. Jahrhunderts die (naturbelassenen) Bisamrücken der begehrtere Pelz. Das Leder der Rücken ist dicker, strenger, nicht so zügig (vor allem bei schwerer Ware) als bei Wammen. Die Haarseite mit den Seitendrüsenstellen, kräftigeren Grannenhaaren, Haarwechselzonen und nicht so dichter Wolle sieht in naturfarben belassenem, geschorenen Zustand „unedel“ und ungleichmäßig aus. Indem man leichte Rückenfelle verwendet, diese halbiert (Splitten) und in besonderer Weise zusammennäht, wird eine relativ gleichmäßige Haarverteilung in den Felltafeln erzielt, die geschoren, veredelt und mit deckenden Farben gefärbt ein attraktives Warenbild ergeben. Die Splitting-Verarbeitung wurde in Zusammenarbeit mit britischen Bisamspezialisten entwickelt. Das Scheren von Bisam geschieht ausschließlich in bereits zusammengesetzten Tafeln, wobei Mantelbodies vorher in drei Teile zerlegt werden.

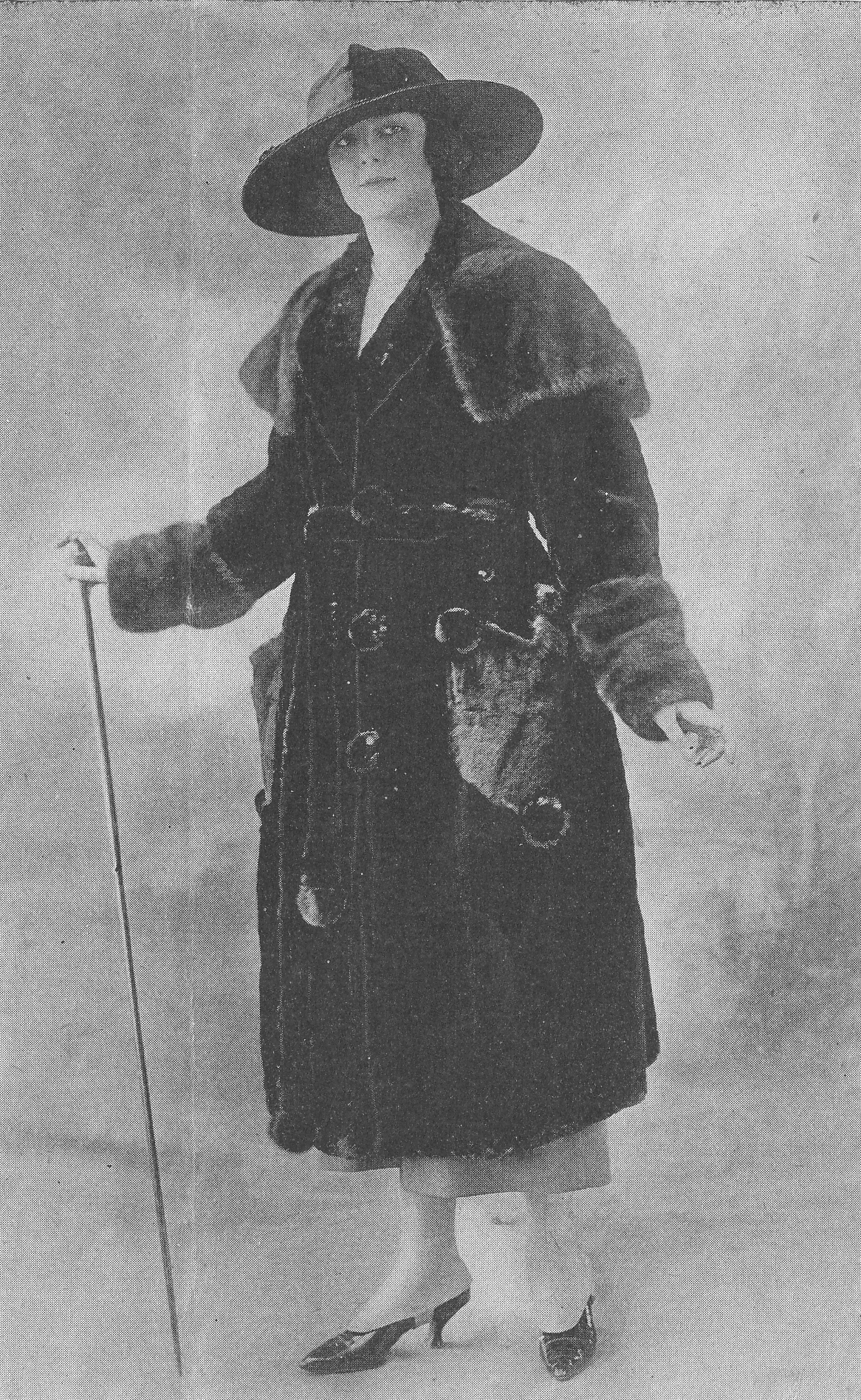
Mantel aus als „Hudson Seal“ bezeichnetem gefärbtem und geschorenem Bisam und amerikanischem Nerz (USA, 1917)
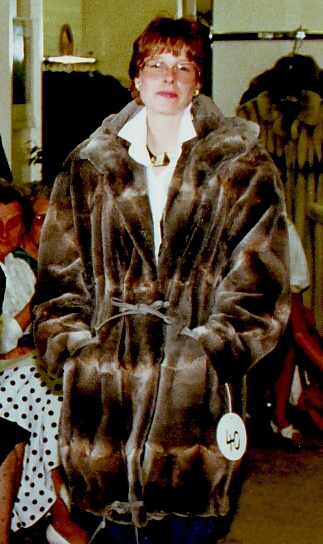
Samt-Bisamwammen-Parka (1986)
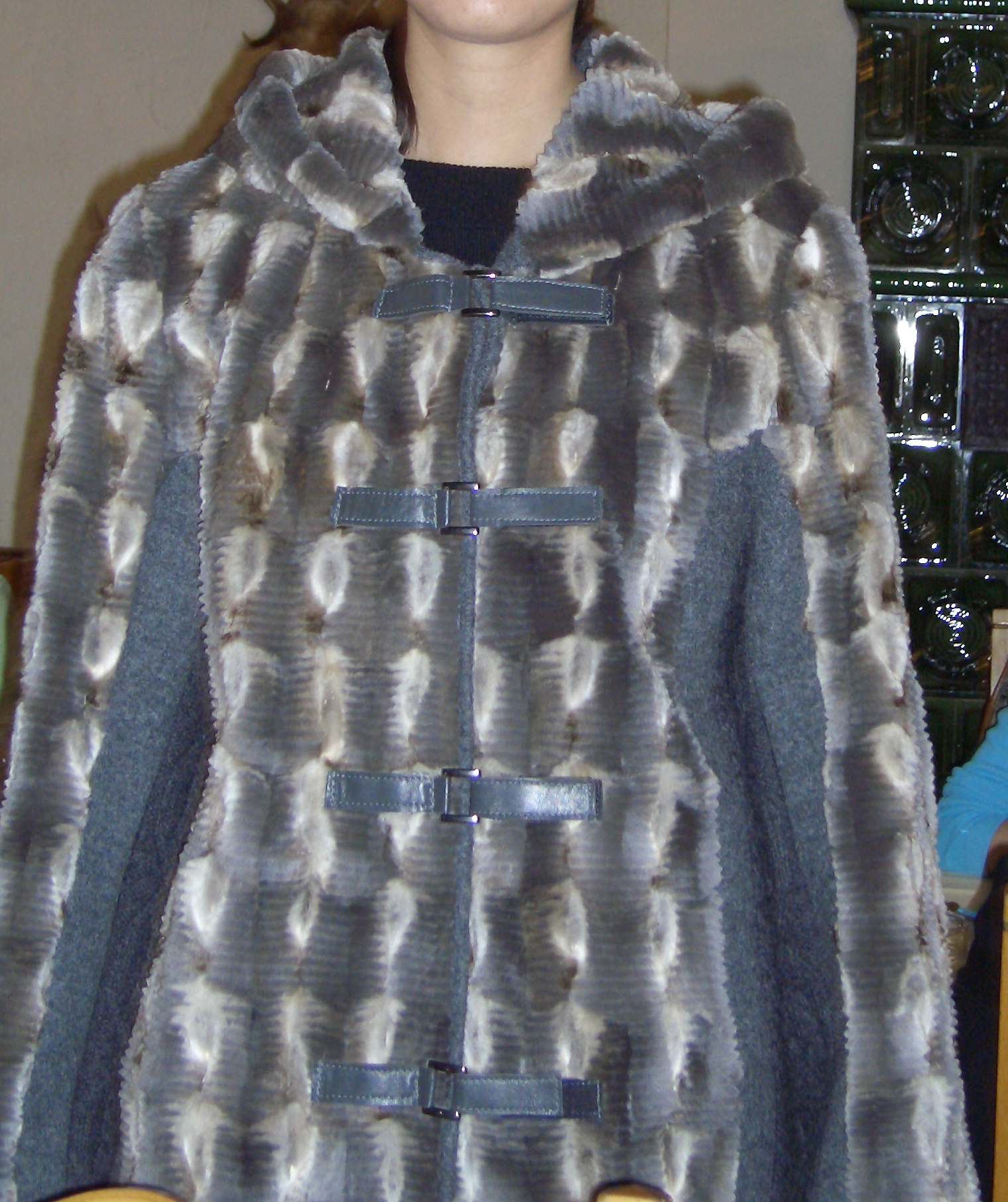
Jacke aus Samtbisam-Kopfstücken in Rillenschur (Fürth, 2005)
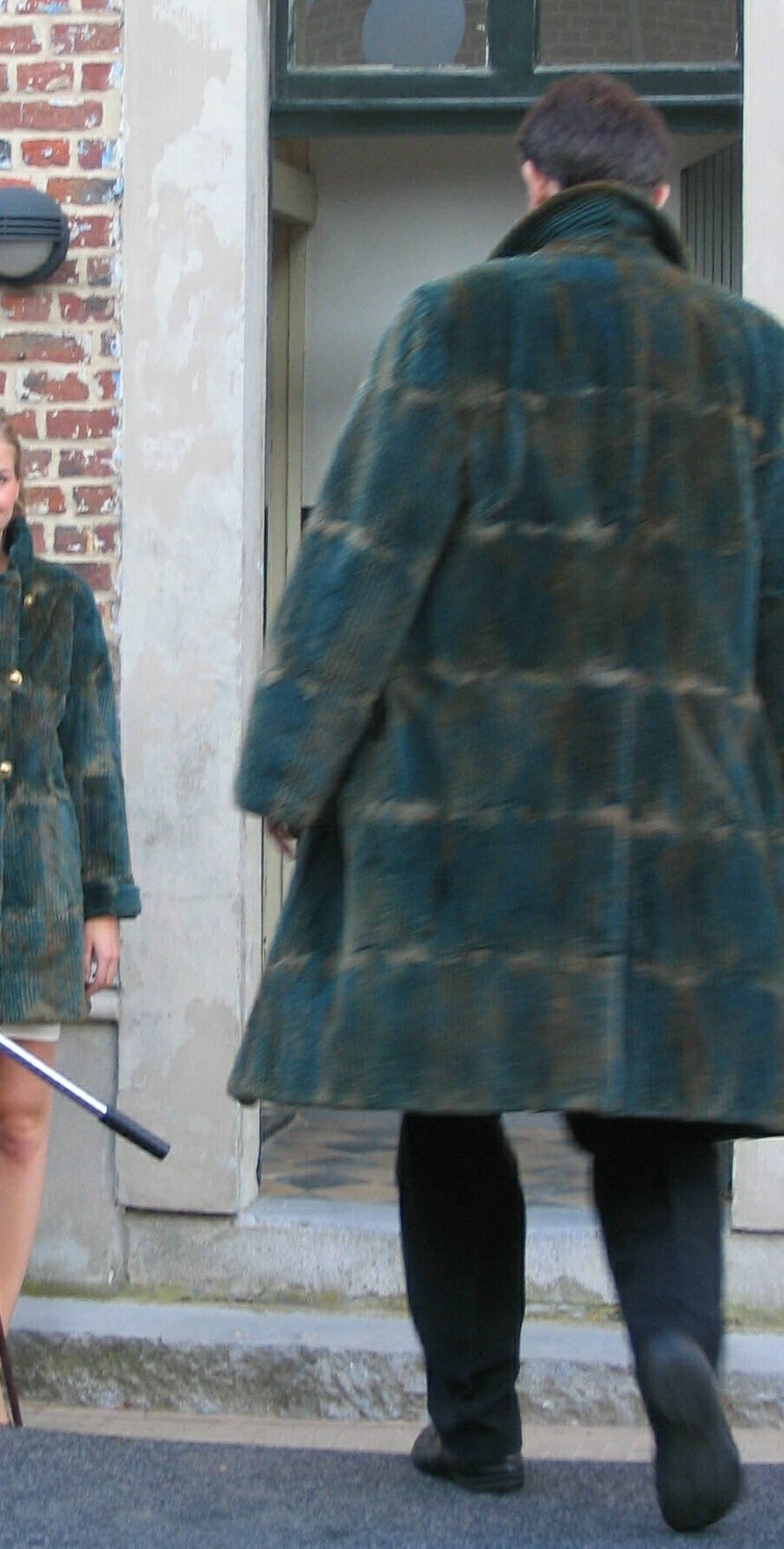
Herrenmantel aus gefärbtem Samtbisamwammen-Fell in Rillenschur (Düsseldorf, 2009)
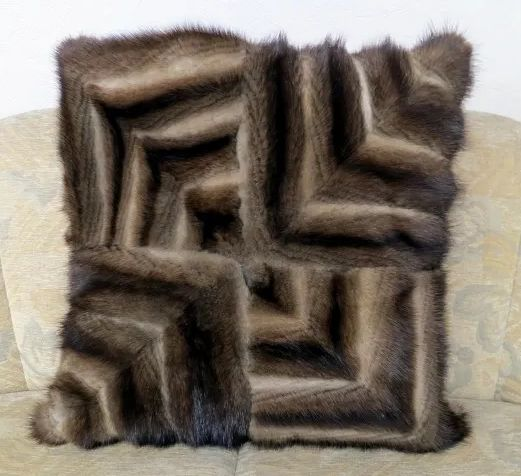
Kissen, umgestaltet aus einer alten Jacke (Kaiserslautern, ca. 2020)

## Zahlen und Fakten
- Detaillierte Handelszahlen über nordamerikanische Rauchwaren finden sich bei

Emil Brass: Aus dem Reiche der Pelze. 1. Auflage. Verlag der „Neuen Pelzwaren-Zeitung und Kürschner-Zeitung“, Berlin 1911.
Emil Brass: Aus dem Reiche der Pelze. 2. verbesserte Auflage. Verlag der „Neuen Pelzwaren-Zeitung und Kürschner-Zeitung“, Berlin 1925.
Emil Brass: Aus dem Reiche der Pelze. (1911) im Internet
Milan Novak u. a., Ministry of Natural Resources: Wild furbearer management and conservation in North America. Ontario 1987, ISBN 0-7778-6086-4 (englisch).
Milan Novak u. a., Ministry of Natural Resources: Furbearer Harvests in North America, 1600–1984, Anhang zu vorstehendem Wild furbearer management and conservation in North America. Ontario 1987, ISBN 0-7729-3564-5 (englisch).
- Beurteilung nordamerikanischer Bisamfelle nach Herkommen

a) Nach Franke/Kroll (1988)
| Kanada | | |
| --- | --- | --- |
| | EB Eskimo-Bai, EM East Main und FG Fort Georgia, MR Moose River, und YF York Fort (Ursprungsbezeichnungen der Hudson’s Bay Company) | dunkle, gute Felle                                                                                        |
| | MKR Mackenzie River, NW Nordwest, Yukon, AL (Alaska?) (Ursprungsbezeichnungen der Hudson’s Bay Company)                             | gute Qualitäten, doch heller in Farbe, teils gelblichbraun                                                |
| | Cana (Ursprungsbezeichnung der Hudson’s Bay Company)                                                                                | noch heller in der Farbe                                                                                  |
| USA | | |
| | New-England-Staaten (Maine, New Hampshire, Vermont, Massachusetts, Rhode Islands, Connecticut)                                      | beste Felle                                                                                               |
| | Süd-Maine | dünner im Haar; Leder papierner                                                                           |
| | Nördlicher Teil des Staates New York                                                                                                | große Felle                                                                                               |
| | Nördliche Michigan-Halbinsel | kleine, qualitativ gute Felle                                                                             |
| | Nord-Ohio und Indiana | gute Ware                                                                                                 |
| | Zentral-Indiana und Zentral-Ohio | sehr große Felle von mittlerer Qualität                                                                   |
| | Süd-Indiana, Süd-Ohio, Kentucky, Tennessee, West Virginia                                                                           | grobe Felle von geringer Qualität                                                                         |
| | Virginia, Nord-Carolina | grobe, große Felle                                                                                        |
| | Süd-Carolina, Georgia, Alabama | grobe, flache, große Felle                                                                                |
| | Nord-Illinois, Süd-Wisconsin | große Felle von guter Qualität                                                                            |
| | Nord-Iowa | große Felle von mittlerer Qualität                                                                        |
| | Minnesota, Nord- und Süd-Dakota | mittelgroße Felle, schütter                                                                               |
| | Süd-Iowa, Nord-Missouri, Kansas, Nebraska                                                                                           | große, mittelgute Felle                                                                                   |
| | Süd-Missouri, Nord-Arkansas | große Felle von minderer Qualität                                                                         |
| | Montana, Idaho, Wyoming | gute, aber hellere Felle                                                                                  |
| | Colorado, Nevada, Utah | kleine, flache, helle Felle                                                                               |
| * Allgemein werden die vorstehenden als nördliche Bisam gehandelt. * So genannte südliche Bisam kommen aus: | | |
| | Texas | kleine bis mittlere kurzhaarige dichte Felle, besonders gut in Farbe (sehr dunkel, graublau), beste Sorte |
| | Louisianna, Arizona, Mexiko | wie Texas, aber nicht so gut in der Farbe, klein bis mittelgroß                                           |
| * Besonders geschätzt werden die farblich ausdrucksstarken, feinhaarigen Blackbisam mit dunklem Rücken. Auch die Wamme ist dunkler als bei den anderen Arten (mehr grauschwarz). Sie kommen hauptsächlich aus den Staaten Delaware und New Jersey. | | |

b) Nach Reichardt (1962)
| Nördliche Bisam                                                | Der nördliche Typ liefert ein kräftiges, rauches Fell, das besonders für Scherzwecke geeignet ist (Sealbisam, etwa seit den 1980er Jahren als Samtbisam bezeichnet) und naturell für Langhaarimitationen. Alle Sektionen dieses Herkommens müssen separat behandelt werden, um einwandfreie Sortimente zu erhalten. Das als Nördliches bzw. Kanadisches Bisam bezeichnete Fell variiert vom Dunkelblaubraun in den östlichen Sektionen Kanadas und den USA bis zum Rotbraun in den westlichen Sektionen. |
| Die einzelnen Sektionen sind:                                  | |
| Rice Lake (Trent River) (Ontario)                              | Qualitativ die besten, durchschnittlich ordentliche Größe. |
| Ontario                                                        | Etwas schwächer als Rice Lake, aber gleiches Aussehen und Größe. |
| North-Ohio, -Indiana, - Illinois, New York-States und Michigan | Felle dieser Sektion werden auch als „States Muskrats“ oder „Great Lakes Muskrats“ gehandelt. Hervorragende Qualität, aber nicht so groß wie kanadische Rice Lake und Ontario. |
| New England                                                    | Gegenüber der Great-Lake Sektion zweitklassig. Durchschnittlich kleiner. Handelsüblich enthalten die Lose 30 bis 40 Prozent mittlere und kleine Felle. - Alle bisher aufgeführten Sektionen fallen durch eine besonders fettige und geschmeidige Haut auf sowie durch eine dunkle, lange Granne und eine dunkelblaue Unterwolle. |
| Lake of the Woods und Wisconsin                                | Günstiger Größendurchschnitt, mittelkräftiges Leder. Unterwolle weniger dicht als die vorangegangenen Sektionen. |
| Central-States                                                 | Die meisten werden in St. Louis gesammelt und dort in schwerere - dann als Eastern - und in leichtere - dann als Centrals - bezeichnete sortiert. Gute Größe aber nicht von besonderer Qualität. |
| North-Virginia                                                 | Große Felle; Qualität kaum unterschiedlich zu Centrals. Die Northern Virginias werden deshalb größtenteils in die Centrals sortiert, die schweren Felle in die Eastern. |
| Maryland-Delaware und New Jersey                               | Im Vergleich zu den Centrals und den Northern Virginias sehr klein, aber entschieden bessere Qualität. |
| Nova Scotia                                                    | Groß, dichtwollig, schwerledrig. |
| North-Québec und North Ontario                                 | Dünnledrig, mittlere Größe, dichtwollig. |
| Central- und North-Canada                                      | Mit Ausnahme aus der North-Manitoba-Sektion Felle mittlerer Größe. Felle aus Saskatchewan, Alberta und South-Manitoba haben relativ wenig Unterwolle und sind meist dünnledrig. Kaum zum Scheren, aber umso besser für Oberhaarimitationen geeignet. |
| Yucon und British Columbia                                     | Feinwollig und dünnledrig. |

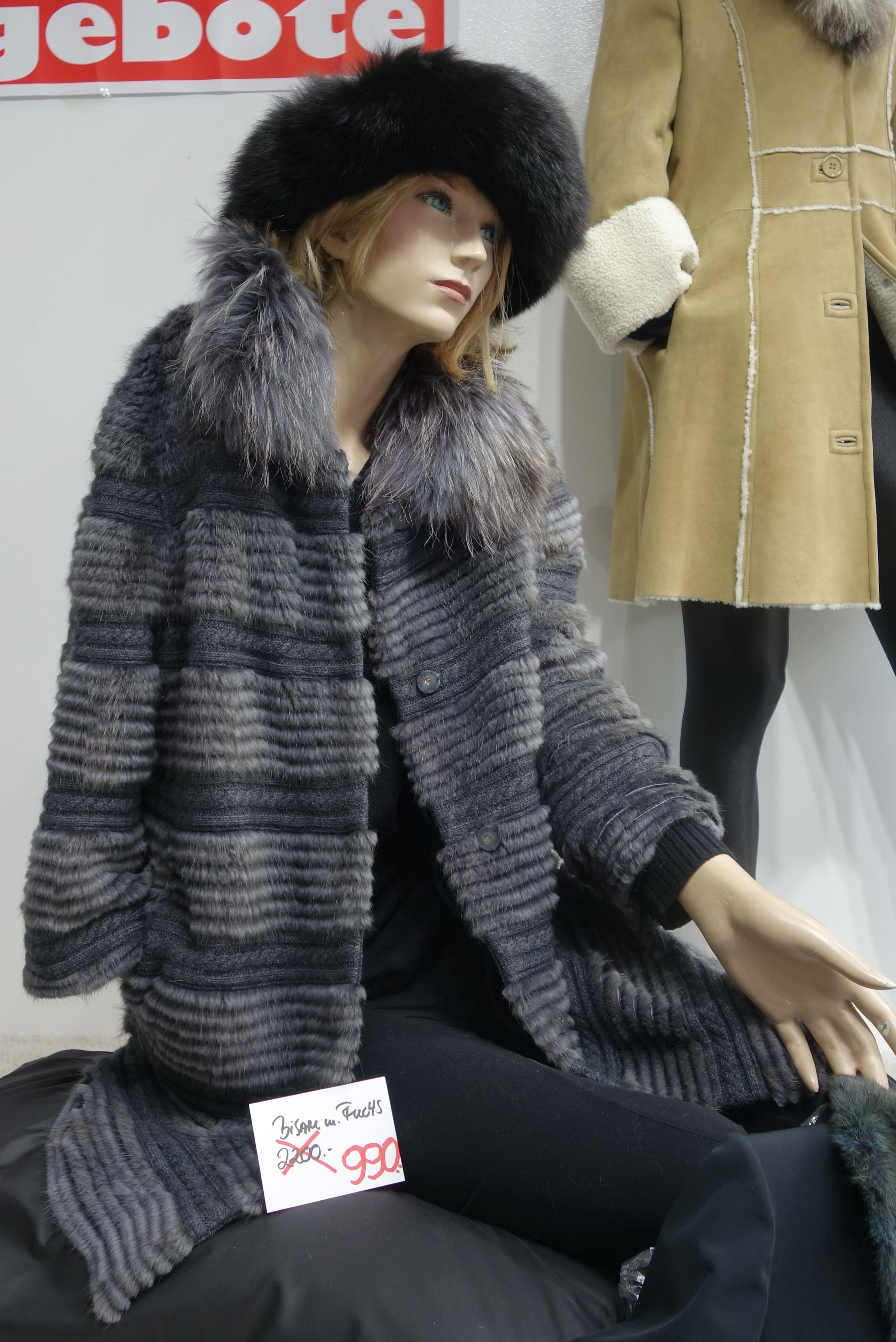
Gefärbte, galonierte Bisamjacke (Düsseldorf, 2015)

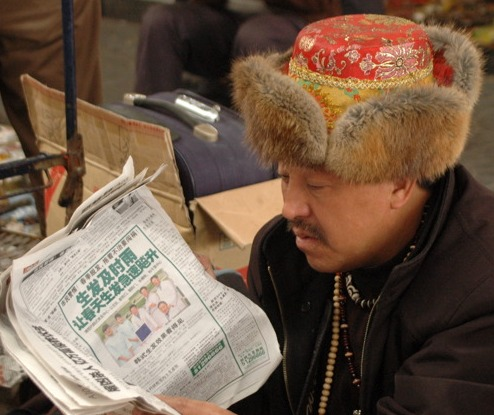
Bisam-Herrenkappe (China 2006)

- 1925 bietet der Rauchwarengroßhändler Jonni Wende an:[39]

Bisam
Zugerichtete, natur, südliche 5 bis 8 Reichsmark
Zugerichtete, natur, nördliche 7 bis 11 Reichsmark
Zugerichtete, natur, sealgefärbte 11 bis 16 Reichsmark
Bisam-Wammen-Streifen, sealgefärbte 60 bis 80 Reichsmark
Bisam-Rücken-Streifen, sealgefärbte 80 bis 120 Reichsmark
Bisamrückenfutter, südlich 120 bis 160 Reichsmark
Bisamwammenfutter 100 bis 150 Reichsmark
Bisamrückenfutter, nördlich 160 bis 300 Reichsmark
Bisampumpffutter 70 bis 110 Reichsmark
Bisamkopffutter 75 bis 120 Reichsmark
- 1927 setzte sich Hodgson für den englischsprachigen Raum sehr dafür ein, anstelle „muskrat“ (Moschusratte) den indianischen Namen „musquash“ zu verwenden, da der bisherige Name unter der Bevölkerung einen völlig unbegründeten Widerwillen gegen das Tier erwecke. In Amerika war Bisam unter der Bezeichnung „Hudson seal“ ein begehrter Pelz. Als jedoch dieser Name nicht mehr gebraucht werden durfte und Bisam stattdessen als „black-dyed, shared muskrat“ (schwarz gefärbte, geschorene Moschusratte) bezeichnet werden mussten, sank schlagartig das Kaufinteresse. Es wurden lediglich noch Bisam in hellen Farben für Innenfutter verwendet.[4]

- Vor 1944

| Vor 1944 betrug der Höchstpreis für Bisamfelle | Vor 1944 betrug der Höchstpreis für Bisamfelle | Vor 1944 betrug der Höchstpreis für Bisamfelle |
| | nördliche Herkunft RM                          | südliche Herkunft RM                           |
| --- | ---------------------------------------------- | ---------------------------------------------- |
| ganze Felle, hell | 7,50                                           | 6,20                                           |
| ganze Felle, dunkel | 11,10                                          | 7,50                                           |
| Rücken, hell | 6,75                                           | 4,00                                           |
| Rücken, dunkel | 7,00                                           | 5,75                                           |
| Wammen, rot* | 3,50                                           | 3,00                                           |
| Wammen, blau* | 4,00                                           | 4,00                                           |
| ganze Felle, gefärbt | 14,00                                          | 8,50                                           |
| ganze Felle, sealgefärbt | 15,50                                          |                                                |
| * Rot und blau sind Fachbegriffe der Pelzbranche. Rot sind die helleren, rötlichen Farbtöne (eher Sommerware), blau die dunkleren, bläulichen Farben (eher Winteranfall.) |                                                |                                                |

- 1986 beschäftigten die niederländischen Behörden 700 professionelle Bisamfänger; das Fangergebnis betrug 250.000 Tiere. In einem Pilotprojekt mit sieben Kürschnereien sollte versucht werden, eine nationale oder internationale Verwertung der Felle zu schaffen.[41]
- 2015 ging das gesamte Januar-Angebot an Bisamfellen der North American Fur Auctions (NAFA) nach China. Eine Fachpublikation vermerkt dazu: „Sie werden zu Platten für das Besatzgeschäft verarbeitet und hoffentlich an die Modebranche in Korea weiterverkauft. Offensichtlich kaufen die Koreaner diese Ware nicht mehr direkt bei der Auktion, sondern bevorzugen es vielmehr, die von China gefertigten Tafeln direkt dort zu beziehen.“[42]
- 2017 wurden für die Royal Canadian Mounted Police 4470  Bisammützen bestellt. Ein Vertreter der kanadischen Nationalpolizei ließ verlauten, nichts toppte das Bisamfell, wenn es darum geht, die Köpfe der Officer bei extremer Kälte warm zu halten.[43]

## Anmerkung
1. ↑  Die angegebenen vergleichenden Werte (Koeffizienten) sind das Ergebnis vergleichender Prüfung durch Kürschner und Rauchwarenhändler in Bezug auf den Grad der offenbaren Abnutzung. Die Zahlen sind nicht eindeutig, zu den subjektiven Beobachtungen der Haltbarkeit in der Praxis kommen in jedem Einzelfall Beeinflussungen durch Gerbung und Veredlung sowie zahlreiche weitere Faktoren hinzu. Eine genauere Angabe könnte nur auf wissenschaftlicher Grundlage ermittelt werden. Die Einteilung erfolgte in Stufen von jeweils 10 Prozent, nur die schwächsten Arten bekamen die Wertklasse von 5 bis 10 Prozent. Die nach praktischer Erfahrung haltbarsten Fellarten wurden auf 100 Prozent gesetzt.